# Nikola Tesla
Nikola Tesla (em sérvio: Никола Тесла; pronunciação sérvia: [nǐkola têsla]; Smiljan, 10 de julho de 1856 — Nova Iorque, 7 de janeiro de 1943) foi um inventor, físico experimental, engenheiro eletricista e engenheiro mecânico sérvio, mais conhecido por suas contribuições ao projeto do moderno sistema de fornecimento de eletricidade em corrente alternada (CA).
Nascido e criado no Império Austríaco, Tesla estudou engenharia e física na década de 1870 sem se formar, e ganhou experiência prática no início da década de 1880 trabalhando em telefonia e na Continental Edison, na nova indústria de energia elétrica. Em 1884, emigrou para os Estados Unidos e se naturalizou cidadão americano. Ele trabalhou por um curto período na Edison Machine Works, em Nova Iorque, antes de começar por conta própria. Com a ajuda de parceiros para financiar e comercializar suas ideias, Tesla montou laboratórios e empresas em Nova Iorque para desenvolver uma variedade de dispositivos elétricos e mecânicos. Seu motor de indução de corrente alternada e patentes relacionadas ao sistema polifásico, licenciadas pela Westinghouse Electric em 1888, lhe renderam uma quantia considerável de dinheiro e se tornaram a pedra angular do sistema polifásico que a empresa acabou comercializando.
Tentando desenvolver invenções que pudesse patentear e comercializar, Tesla conduziu uma série de experimentos com osciladores/geradores mecânicos, tubos de descarga elétrica e radiografia. Ele também construiu um barco de controle remoto, um dos primeiros já exibidos. Tesla tornou-se conhecido como inventor e demonstrou suas realizações para celebridades e patronos ricos em seu laboratório, e destacou-se por seu talento em palestras públicas. Durante a década de 1890, Tesla seguiu suas ideias para iluminação sem fio e distribuição mundial de energia elétrica sem fio em seus experimentos de alta tensão e alta frequência em Nova Iorque e Colorado Springs. Em 1893, ele fez pronunciamentos sobre a possibilidade de comunicação sem fio com seus dispositivos. Tesla tentou colocar essas ideias em uso prático em seu projeto inacabado da Wardenclyffe Tower, uma transmissora sem fio intercontinental de comunicações e energia, mas ficou sem dinheiro antes que pudesse concluí-lo.
Depois de Wardenclyffe, Tesla experimentou uma série de invenções nas décadas de 1910 e 1920 com graus variados de sucesso. Tendo gasto a maior parte de seu dinheiro, Tesla morava em uma série de hotéis de Nova Iorque, deixando para trás contas não pagas. Ele morreu na cidade de Nova Iorque em janeiro de 1943. O trabalho de Tesla caiu em relativa obscuridade após sua morte, até 1960, quando a Conferência Geral de Pesos e Medidas nomeou a unidade SI de densidade de fluxo magnético como tesla em sua homenagem. Houve um ressurgimento do interesse popular em Tesla desde os anos 1990.

## Juventude

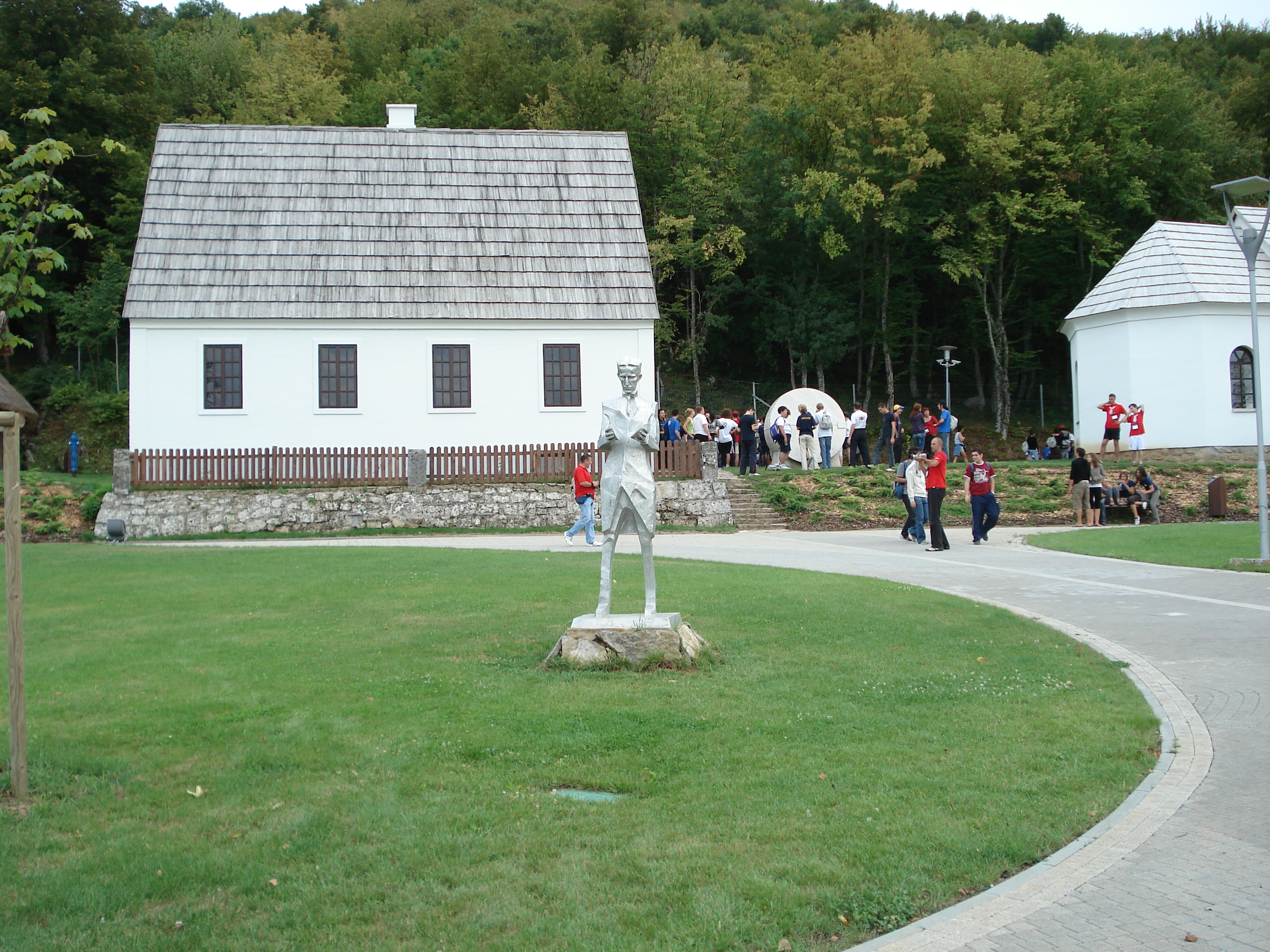
Reconstrução da casa de Tesla (salão paroquial) em Smiljan, onde ele nasceu, e da igreja onde seu pai pregava.
Durante as guerras iugoslavas, vários edifícios foram severamente danificados pela destruição feita pelo exercito croata. Eles foram restaurados e reabertos em 2006.

Nikola Tesla nasceu de família sérvia na aldeia Smiljan, condado de Lika, no Império Austríaco, em 10 de julho de 1856. Seu pai, Milutin Tesla (1819–1879 ), era um padre ortodoxo sérvio. A mãe de Tesla, Đuka Tesla (née Mandić; 1822-1892), cujo pai também era um padre ortodoxo sérvio, tinha um talento para fabricar ferramentas artesanais, aparelhos mecânicos e a capacidade de memorizar poemas épicos sérvios. Đuka nunca recebeu uma educação formal. Tesla creditou sua memória eidética e habilidades criativas à genética e influência de sua mãe. Os progenitores de Tesla eram do oeste da Sérvia, perto de Montenegro.
Tesla era o quarto de cinco filhos. Ele tinha três irmãs, Milka, Angelina e Marica, e um irmão mais velho chamado Dane, morto em um acidente de cavalo quando Tesla tinha cinco anos. Em 1861, Tesla frequentou a escola primária em Smiljan, onde estudou alemão, aritmética e religião. Em 1862, a família dele mudou-se para a vizinha Gospić, Lika onde o seu pai trabalhou como pároco. Nikola concluiu o ensino fundamental, seguido pelo ensino médio. Em 1870, Tesla mudou-se para o norte, para Karlovac para cursar o ensino médio no Ginásio Real Superior. As aulas eram ministradas em alemão, pois era uma escola dentro da Fronteira Militar Austro-Húngara.
Tesla escreveu mais tarde que se interessou em demonstrações de eletricidade por conta de seu professor de física. Tesla observou que tais demonstrações desse "fenômeno misterioso" o fizeram querer "conhecer mais essa força maravilhosa". Tesla era capaz de realizar cálculo integral em sua cabeça, o que levou seus professores a acreditar que ele estava trapaceando. Ele terminou o período escolar de quatro anos em três anos e se formou em 1873.

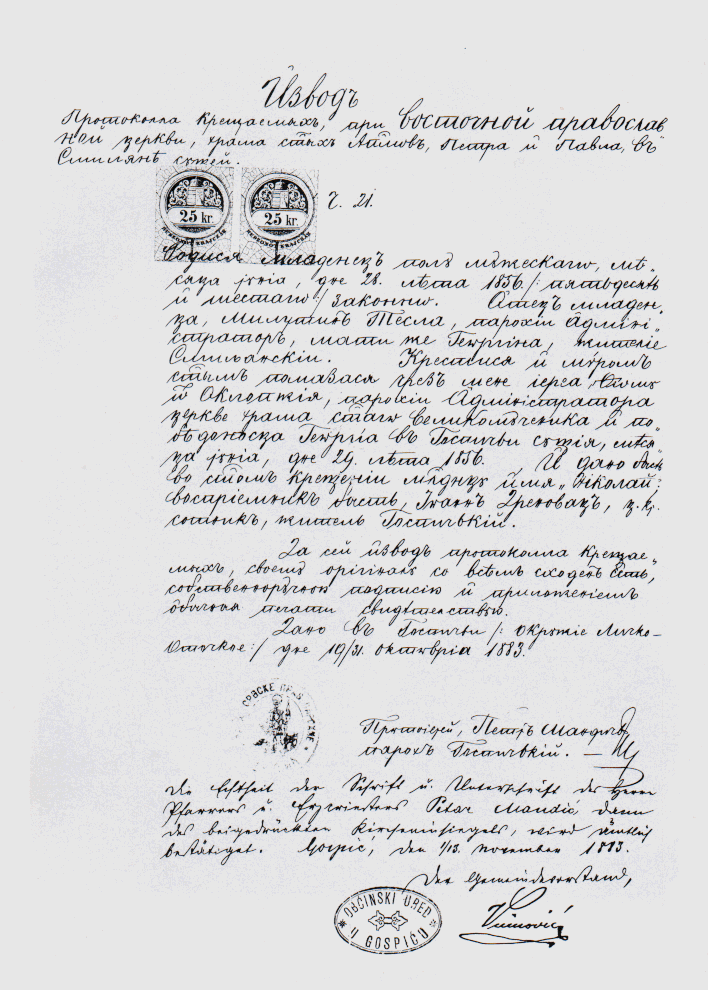
Registro batismal de Tesla, em sérvio da IOS, 28 de junho de 1856

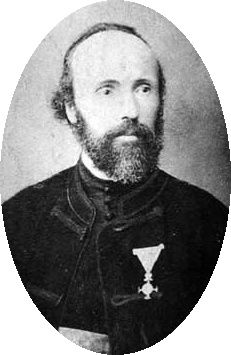
O pai de Tesla, Milutin, era um padre ortodoxo sérvio na vila de Smiljan

Em 1873, Tesla retornou a Smiljan. Logo após sua chegada, ele contraiu cólera, ficou de cama por nove meses e quase morreu várias vezes. O pai de Tesla, em um momento de desespero (e que originalmente queria que ele ingressasse no sacerdócio), prometeu mandá-lo para a melhor escola de engenharia se ele se recuperasse da doença.
Em 1874, Tesla evitou o recrutamento para o Exército Austro-Húngaro em Smiljan fugindo para o sudeste de Lika até Tomingaj, perto de Gračac. Lá, ele explorou as montanhas vestindo trajes de caçador. Tesla disse que esse contato com a natureza o tornou mais forte, tanto física quanto mentalmente. Ele leu muitos livros enquanto estava em Tomingaj e depois disse que as obras de Mark Twain o ajudaram a se recuperar milagrosamente de sua doença anterior.
Em 1875, Tesla se matriculou no Politécnico Austríaco em Graz, na Áustria, após conseguir uma bolsa. Durante seu primeiro ano, Tesla nunca perdeu uma aula, obteve as notas mais altas possíveis, passou em nove exames (quase o dobro do necessário), fundou um clube cultural sérvio e até recebeu uma carta de recomendação do reitor da faculdade técnica a seu pai, que dizia: "Seu filho é uma estrela de primeira linha".
Tesla afirmou que ele trabalhava das 3h às 11h, exceto em domingos ou feriados. Ele ficava "mortificado quando [seu] pai desprezava [aquelas] honras duramente conquistadas". Após a morte de seu pai, em 1879, Tesla encontrou um pacote de cartas de seus professores para seu pai, avisando que, a menos que ele fosse removido da escola, Tesla morreria por excesso de trabalho. No final de seu segundo ano, ele perdeu sua bolsa de estudos e tornou-se viciado em jogos de azar. Durante seu terceiro ano, Tesla perdeu sua mesada e seu dinheiro em apostas e, mas mais tarde nos Estados Unidos, ficou novamente conhecido por jogar bilhar. Quando chegou a hora das provas universitárias, Tesla estava despreparado e pediu uma extensão para estudar, o que lhe foi negado. Ele não recebeu as notas no último semestre do terceiro ano e nunca se formou na universidade.
Em dezembro de 1878, Tesla deixou Graz e cortou todas as relações com sua família para esconder o fato de que ele abandonou a universidade. Seus amigos pensaram que ele havia se afogado no próximo rio Mur. Tesla se mudou para Maribor, onde trabalhou como desenhista por 60 florins por mês. Ele passava seu tempo livre jogando cartas com homens locais nas ruas.
Em março de 1879, o pai de Tesla foi a Maribor implorar ao filho que voltasse para casa, mas ele recusou. Nikola sofreu um colapso nervoso na mesma época. Em 24 de março de 1879, Tesla foi devolvido a Gospić sob guarda policial por não ter uma autorização de residência.

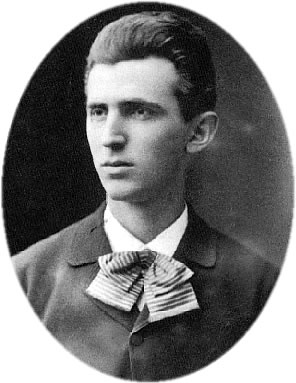
Tesla aos 23 anos, c. 1879

Em 17 de abril de 1879, Milutin Tesla morreu aos 60 anos de idade após contrair uma doença não especificada. Algumas fontes dizem que ele morreu de derrame. Durante esse ano, Tesla ensinou uma grande classe de alunos em sua antiga escola em Gospić.
Em janeiro de 1880, dois dos tios de Tesla reuniram dinheiro suficiente para ajudá-lo a deixar Gospić para ir para Praga, onde ele estudaria. Ele chegou tarde demais para se matricular na Universidade Carolina; ele nunca estudara grego, uma disciplina obrigatória; e ele era analfabeto em tcheco, outra disciplina necessária. Tesla, no entanto, assistiu a aulas de filosofia na universidade como auditor, mas não recebeu notas para os cursos.

### Trabalhando na central telefônica de Budapeste
Em 1881, Tesla mudou-se para Budapeste, Hungria, para trabalhar com Tivadar Puskás em uma empresa de telégrafo, a Central Telefônica de Budapeste. Ao chegar, Tesla percebeu que a empresa, então em construção, não estava funcionando, então ele trabalhou como desenhista no Escritório Central de Telégrafo. Dentro de alguns meses, a Central Telefônica de Budapeste tornou-se funcional e Tesla recebeu a posição de chefe eletricista. Durante seu emprego, Tesla fez muitas melhorias no equipamento da Estação Central e alegou ter aperfeiçoado um repetidor ou amplificador de telefone, que nunca foi patenteado nem descrito publicamente.

## Trabalho na Edison
Em 1882, Tivadar Puskás conseguiu outro emprego para Tesla em Paris na Continental Edison Company. Tesla começou a trabalhar no que era então uma nova indústria, instalando iluminação incandescente interna em toda a cidade na forma de uma empresa de energia elétrica. A empresa possuía várias subdivisões e Tesla trabalhou na Société Electrique Edison, a divisão no subúrbio de Ivry-sur-Seine, em Paris, encarregada de instalar o sistema de iluminação. Lá, ele ganhou uma grande experiência prática em engenharia elétrica. A gerência percebeu seu conhecimento avançado em engenharia e física e logo o levou a projetar e construir versões aprimoradas de dínamos e motores de geração.

### Mudança para os Estados Unidos

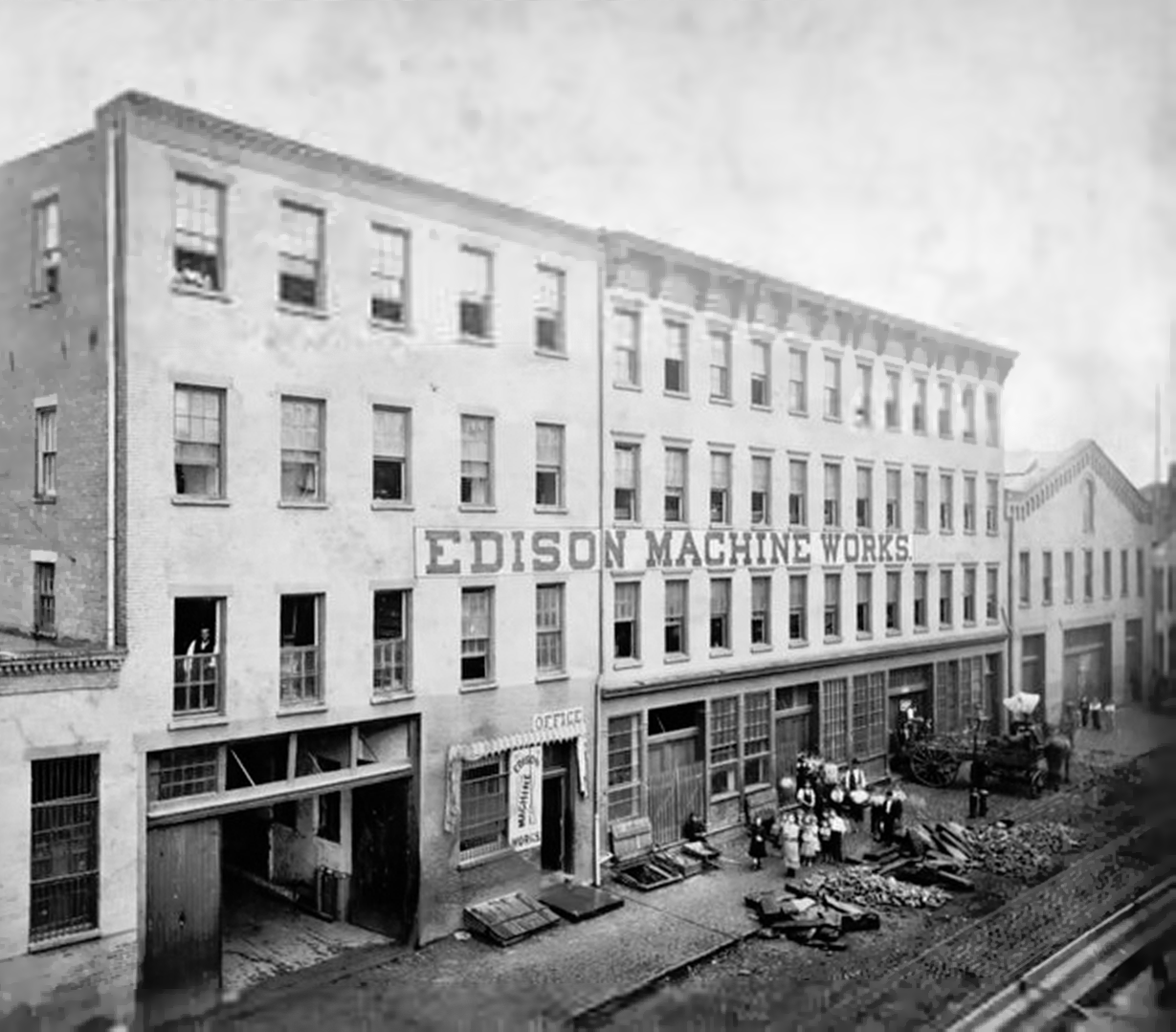
A Edison Machine na Goerck Street, em Nova York. Tesla considerou a mudança da Europa cosmopolita para o trabalho nesta loja, localizada entre os cortiços do lado leste de Manhattan, uma "dolorosa surpresa".

Em 1884, o gerente da Edison Charles Batchelor, que supervisionava a instalação de Paris, foi trazido de volta aos Estados Unidos para gerenciar a Edison Machine Works, uma divisão de manufatura situada na cidade de Nova Iorque, e solicitou que Tesla também fosse trazido para os Estados Unidos e em junho de 1884, Tesla emigrou. Ele começou a trabalhar quase imediatamente na Machine Works de Lower East Side, uma loja superlotada, com uma força de trabalho de várias centenas de operadores de máquinas, operários, dirigentes e vinte 'engenheiros de campo' lutando com a tarefa de construir a grande concessionária de energia elétrica da cidade. Assim como em Paris, Tesla estava trabalhando na solução de problemas de instalações e no aprimoramento de geradores. O historiador W. Bernard Carlson observa que Tesla pode ter se encontrado com o fundador da empresa, Thomas Edison, apenas algumas vezes. Um desses momentos foi anotado na autobiografia de Tesla, onde, depois de ficar acordado a noite toda reparando os dínamos danificados no transatlântico SS Oregon, ele encontrou Batchelor e Edison, que fizeram uma piada sobre o fato de o "parisiense" estar trabalhando a noite toda. Depois que Tesla disse a eles que tinha ficado acordado a noite toda consertando o Oregon, Edison comentou com Batchelor que "esse é um homem bom demais". Um dos projetos dados a Tesla foi o desenvolvimento de um sistema de iluminação pública baseado em lâmpadas de arco voltaico. A iluminação de arco era o tipo mais popular de iluminação pública, mas exigia altas tensões e era incompatível com o sistema incandescente de baixa tensão de Edison, fazendo com que a empresa perdesse contratos em cidades que também queriam iluminação pública. Os projetos de Tesla nunca foram colocados em produção, possivelmente por causa de melhorias técnicas na iluminação pública incandescente ou por causa de um acordo de instalação que Edison fez com uma empresa de iluminação de arco.
Tesla trabalhou na Machine Works por um total de seis meses quando saiu. O evento que precipitou sua partida não é claro. Pode ter sido um bônus que ele não recebeu, tanto pela reformulação de geradores quanto pelo sistema de iluminação de arco que foi arquivado. Tesla teve desentendimentos anteriores com a empresa de Edison por bônus não pagos que ele acreditava ter direito. Em sua própria biografia, ele afirmou que o gerente da Edison Machine Works ofereceu um bônus de 50 mil dólares para projetar "vinte e quatro tipos diferentes de máquinas padrão, mas acabou sendo uma piada". Versões posteriores dessa história têm o próprio Thomas Edison oferecendo e depois renegando o acordo, citando "Tesla, você não entende nosso humor americano". O tamanho do bônus em qualquer uma das versões foi considerado estranho, uma vez que o gerente da Machine Works, Batchelor, era mesquinho com salários e a empresa não tinha essa quantia em dinheiro (equivalente a 12 milhões de dólares atualmente). O diário de Tesla contém apenas um comentário sobre o que aconteceu no final de seu emprego, uma nota que ele rabiscou nas duas páginas que cobriam os acontecimentos de 7 de dezembro de 1884 a 4 de janeiro de 1885, dizendo "Adeus à Edison Machine Works".

## Tesla Electric Light & Manufacturing
Logo depois de deixar a empresa de Edison, Tesla estava trabalhando para patentear um sistema de iluminação de arco, possivelmente o mesmo que ele havia desenvolvido na Edison. Em março de 1885, ele se encontrou com o advogado de patentes Lemuel W. Serrell, o mesmo advogado usado por Edison, para obter ajuda com o registro de patentes. Serrell apresentou Tesla a dois empresários, Robert Lane e Benjamin Vail, que concordaram em financiar uma empresa de fabricação e utilização de iluminação de arco em nome de Tesla, a Tesla Electric Light & Lamp Manufacturing. Tesla trabalhou pelo resto do ano obtendo as patentes que incluíam um gerador DC aprimorado, as primeiras patentes emitidas para Tesla nos Estados Unidos, construindo e instalando o sistema em Rahway, Nova Jersey.
Os investidores mostraram pouco interesse nas ideias de Tesla para novos tipos de motores de corrente alternada e equipamentos de transmissão elétrica. Depois que a empresa entrou em operação em 1886, eles decidiram que o lado de fabricação do negócio era competitivo demais e optaram por simplesmente administrar uma empresa elétrica. Eles formaram uma nova empresa de serviços públicos, abandonando a empresa de Tesla e deixando o inventor sem um tostão. Tesla até mesmo perdeu o controle das patentes que criou, uma vez que as atribuiu à empresa em troca de ações. Ele teve que trabalhar em vários trabalhos de reparo elétrico e como escavador, recebendo 2 dólares por dia. Mais tarde na vida, Tesla relatou esse período de 1886 como uma época de dificuldades, escrevendoː "Meu ensino superior em vários ramos da ciência, mecânica e literatura me pareciam uma zombaria".

## Corrente alternada e motor de indução

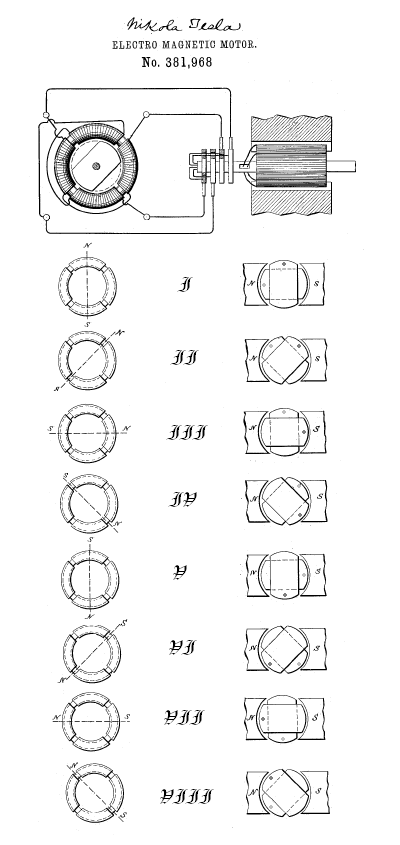
Desenho da, ilustrando o princípio do motor de indução de corrente alternada de Tesla

No final de 1886, Tesla conheceu Alfred S. Brown, um superintendente da Western Union, e o advogado nova-iorquino Charles F. Peck. Os dois homens tinham experiência na criação de empresas e na promoção de invenções e patentes para obter ganhos financeiros. Com base nas novas ideias de Tesla para equipamentos elétricos, incluindo um projeto de um motor termomagnético, eles concordaram em apoiar financeiramente o inventor e administrar suas patentes. Juntos, eles formaram a Tesla Electric Company em abril de 1887, com um acordo de que Tesla, Peck e Brown receberiam um terço cada dos lucros das patentes geradas.
Em 1887, Tesla desenvolveu um motor de indução que funcionava com corrente alternada (CA), um formato de sistema de energia que se expandia rapidamente na Europa e nos Estados Unidos devido às suas vantagens na transmissão de longa distância e de alta tensão. O motor usava corrente polifásica, que gerava um campo magnético rotativo para girar o motor (um princípio que Tesla alegou ter concebido em 1882). Este inovador motor elétrico, patenteado em maio de 1888, era um projeto simples de partida automática que não precisava de um comutador, evitando faíscas e a alta manutenção, como a substituição constante de escovas mecânicas.
Juntamente com a patente do motor, Peck e Brown organizaram a publicidade do projeto, começando com testes independentes para verificar se havia uma melhoria funcional, seguidos de comunicados de imprensa enviados a publicações técnicas para artigos que corriam ao mesmo tempo que a patente. O físico William Arnold Anthony (que testou o motor) e o editor da revista Electrical World, Thomas Commerford Martin, providenciaram que Tesla demonstrasse seu motor CA em 16 de maio de 1888 no Instituto Americano de Engenheiros Elétricos. Engenheiros que trabalhavam para a Westinghouse Electric & Manufacturing Company relataram a George Westinghouse que Tesla tinha um motor CA viável e um sistema de energia relacionado - algo que a Westinghouse precisava para o sistema de corrente alternada que ele já estava comercializando. Westinghouse procurou obter uma patente de um motor de indução magnético semelhante a um comutador magnético, desenvolvido em 1885 e apresentado em março de 1888 pelo físico italiano Galileo Ferraris, mas decidiu que a patente de Tesla provavelmente controlaria o mercado.

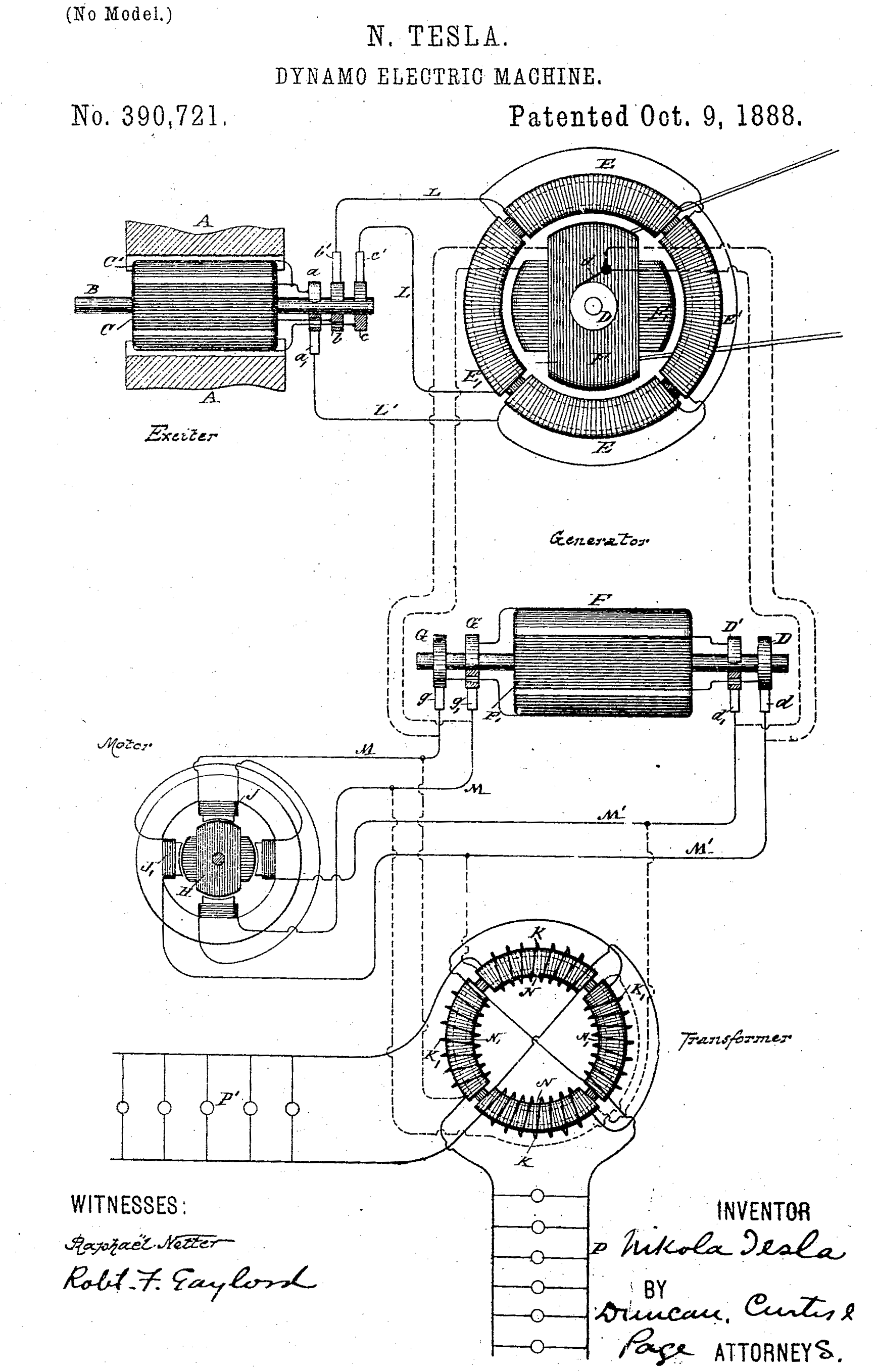
A máquina dínamo-elétrica CA de Nikola Tesla (gerador elétrico CA) em uma de 1888

Em julho de 1888, Brown e Peck negociaram um contrato de licenciamento com George Westinghouse para os projetos de motores e transformadores de indução polifásicos da Tesla por 60 mil dólares em dinheiro e ações e um royalty de 2,50 dólares por cavalo-força CA produzido por cada motor. Westinghouse também contratou Tesla por um ano pela grande taxa de 2 mil dólares (56.900 dólares atualmente) por mês para ser consultor nos laboratórios da Westinghouse Electric & Manufacturing Company em Pittsburgh.
Durante esse ano, Tesla trabalhou em Pittsburgh, ajudando a criar um sistema de corrente alternada para alimentar os bondes da cidade. Ele considerou o período frustrante por causa de conflitos com os outros engenheiros da Westinghouse sobre a melhor forma de implementar a energia CA. Eles se estabeleceram em um sistema de corrente alternada de 60 ciclos proposto por Tesla (para coincidir com a frequência de trabalho do motor de Tesla), mas logo descobriram que não funcionaria para bondes, já que o motor de indução de Tesla podia funcionar apenas a uma velocidade constante. Eles acabaram usando um motor de tração em corrente contínua.

### Turbulência do mercado de energia elétrica
A demonstração de Tesla de seu motor de indução e o subsequente licenciamento da patente pela Westinghouse, ambos em 1888, ocorreram no momento de extrema competição entre as empresas de eletricidade. As três grandes empresas, Westinghouse, Edison e Thomson-Houston, tentavam crescer em um negócio de capital intensivo, enquanto se debatiam financeiramente. Houve até uma campanha de propaganda da "Guerra das Correntes" com a Edison Electric tentando afirmar que o sistema de corrente contínua era melhor e mais seguro do que o sistema de corrente alternada da Westinghouse. A concorrência neste mercado significava que a Westinghouse não teria dinheiro ou recursos de engenharia para desenvolver imediatamente o motor de Tesla e o sistema polifásico relacionado.
Dois anos após a assinatura do contrato de Tesla, a Westinghouse Electric estava com problemas. O quase colapso do Barings Bank em Londres provocou o pânico financeiro de 1890, levando os investidores a pedir empréstimos à Westinghouse Electric. A súbita escassez de caixa obrigou a empresa a refinanciar suas dívidas. Os novos financiadores exigiram que a Westinghouse reduzisse o que pareciam gastos excessivos na aquisição de outras empresas, pesquisas e patentes, incluindo os royalties pelo motor no contrato da Tesla. Nesse ponto, o motor de indução de Tesla não teve êxito e teve seu desenvolvimento paralisado. A Westinghouse estava pagando royalties garantidos por 15 mil dólares por ano, embora os exemplos operacionais do motor fossem raros e os sistemas de energia polifásica necessários para executá-lo fossem ainda mais raros. No início de 1891, George Westinghouse explicou suas dificuldades financeiras para Tesla em termos severos, dizendo que, se ele não atendesse às demandas de seus credores, ele não estaria mais no controle da Westinghouse Electric e que Tesla teria de "lidar com os banqueiros" para tentar cobrar royalties futuros. As vantagens de ter Westinghouse continuando a defender o motor provavelmente pareciam óbvias para Tesla e ele concordou em liberar a empresa da cláusula de pagamento de royalties do contrato. Seis anos depois, a Westinghouse comprou a patente de Tesla por um montante fixo de 216 mil dólares como parte de um acordo de compartilhamento de patentes assinado com a General Electric (empresa criada a partir da fusão de Edison e Thomson-Houston) em 1892.

## Laboratórios de Nova Iorque

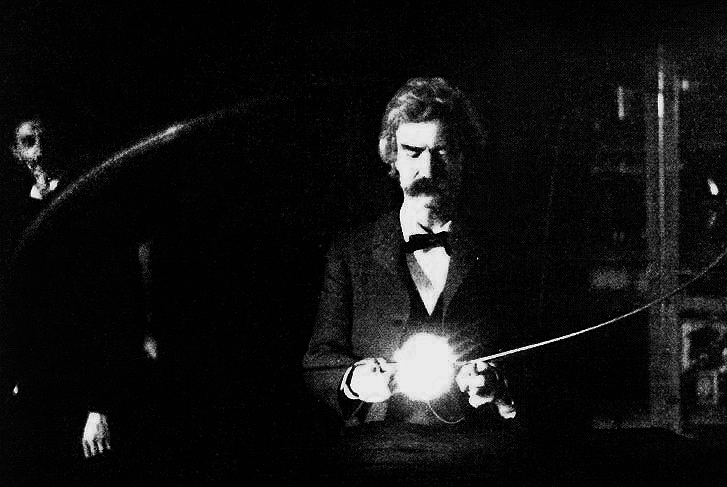
Mark Twain no laboratório de Tesla na Quinta Avenida, 1894

O dinheiro que Tesla ganhou com o licenciamento de suas patentes de corrente alternada o tornou independente e rico e deu a ele tempo e dinheiro para perseguir seus próprios interesses. Em 1889, Tesla saiu da loja da Liberty Street que Peck e Brown haviam alugado e, durante os próximos doze anos, trabalhou em uma série de espaços de oficinas/laboratórios em Manhattan. Eles incluíam um laboratório na 175 Grand Street (1889-1892), o quarto andar da 33-35 South Fifth Avenue (1892-1895) e o sexto e sétimo andares da 46 e 48 East Houston Street (1895-1902).

### Bobina de Tesla
No verão de 1889, Tesla viajou para a Exposição Universal de 1889, em Paris, e aprendeu sobre os experimentos de Heinrich Hertz, de 1886 a 1888, que provavam a existência de radiação eletromagnética, incluindo ondas de rádio. Tesla achou esta nova descoberta "refrescante" e decidiu explorá-la mais completamente. Ao repetir e depois expandir essas experiências, Tesla tentou ligar uma bobina de Ruhmkorff com um alternador de alta velocidade que ele vinha desenvolvendo como parte de um sistema de iluminação de arco voltaico aprimorado, mas descobriu que a corrente de alta frequência superaquecia o núcleo de ferro e derreteu o isolamento. entre os enrolamentos primário e secundário da bobina. Para resolver esse problema, Tesla criou seu "transformador oscilante", com um espaço de ar em vez de material isolante entre os enrolamentos primário e secundário e um núcleo de ferro que poderia ser movido para diferentes posições dentro ou fora da bobina. Mais tarde denominada bobina de Tesla, seria usada para produzir eletricidade de alta tensão, baixa corrente e alta frequência em corrente alternada. Ele usaria esse circuito de transformador ressonante em seu trabalho posterior de energia sem fio.

### Cidadania
Em 30 de julho de 1891, aos 35 anos, Tesla se tornou um cidadão naturalizado dos Estados Unidos. No mesmo ano, ele patenteou sua bobina de Tesla.

### Iluminação sem fio

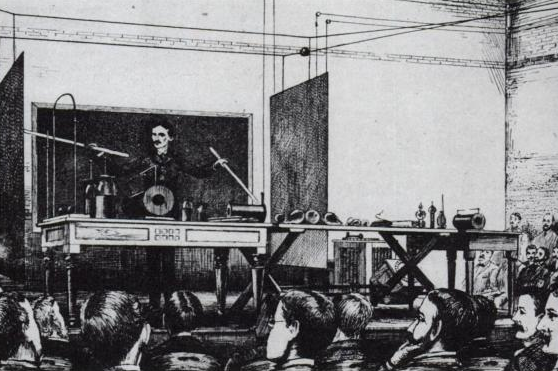
Tesla demonstrando iluminação sem fio por "indução eletrostática" durante uma palestra em 1891 no Columbia College através de dois longos tubos de Geissler (semelhantes aos tubos de neon) em suas mãos.

Depois de 1890, Tesla experimentou a transmissão de energia por acoplamento indutivo e capacitivo usando altas tensões de correntes alternadas geradas com sua bobina. Ele tentou desenvolver um sistema de iluminação sem fio baseado no acoplamento indutivo e capacitivo de campo próximo e conduziu uma série de demonstrações públicas onde acendeu tubos de Geissler e até lâmpadas incandescentes do outro lado do palco. Ele passou a maior parte da década trabalhando em variações dessa nova forma de iluminação com a ajuda de vários investidores, mas nenhum dos empreendimentos conseguiu criar um produto comercial a partir de suas descobertas.
Em 1893, em St. Louis, Missouri, Tesla disse aos espectadores que ele tinha certeza de que um sistema como o dele poderia eventualmente conduzir "sinais inteligíveis ou talvez até poder a qualquer distância sem o uso de fios", conduzindo-o através da Terra.
Tesla atuou como vice-presidente do Instituto Americano de Engenheiros Elétricos de 1892 a 1894, o precursor do IEEE moderno (junto com o Instituto de Engenheiros de Rádio).

### Sistema polifásico e a exposição colombiana
No início de 1893, o engenheiro da Westinghouse, Charles F. Scott e, em seguida, Benjamin G. Lamme, progrediram em uma versão eficiente do motor de indução de Tesla. Lamme encontrou uma maneira de tornar o sistema polifásico necessário para ser compatível com os sistemas CA e CC monofásicos mais antigos, desenvolvendo um conversor rotativo. A Westinghouse Electric agora tinha uma maneira de fornecer eletricidade a todos os clientes em potencial e começou a rotular seu sistema CA polifásico como o "Sistema Polifásico Tesla". Eles acreditavam que as patentes de Tesla lhes davam prioridade sobre outros sistemas CA polifásicos.
A Westinghouse Electric pediu à Tesla para participar da Exposição Universal de 1893, em Chicago, onde a empresa tinha um grande espaço no "Edifício da Eletricidade" dedicado a exposições elétricas. A Westinghouse Electric venceu a licitação para iluminar a Exposição com corrente alternada e foi um evento importante na história da energia CA, pois a empresa demonstrou ao público estadunidense a segurança, confiabilidade e eficiência de um sistema de corrente alternada que era polifásico.
Um espaço de exibição especial foi montado para exibir várias formas e modelos do motor de indução de Tesla. O campo magnético rotativo que os impulsionou foi explicado através de uma série de demonstrações, incluindo um Ovo de Colombo, que usou a bobina de duas fases encontrada em um motor de indução para girar um ovo de cobre, fazendo-o ficar em pé.
A Tesla visitou a feira por uma semana durante seus seis meses de duração para participar do Congresso Internacional de Eletricidade e realizar uma série de demonstrações na exposição Westinghouse. Uma sala especialmente escura havia sido montada, onde Tesla mostrava seu sistema de iluminação sem fio, usando uma demonstração que ele havia realizado anteriormente na América e na Europa; incluíam o uso de corrente alternada de alta tensão e alta frequência para acender lâmpadas de descarga de gás sem fio. 

### Gerador oscilante a vapor
Durante sua apresentação no Congresso Internacional de Eletricidade, no Salão de Agricultura da Exposição Universal, Tesla apresentou seu gerador de eletricidade alternativo a vapor que ele patenteou naquele ano, algo que ele achava que era a melhor maneira de gerar corrente alternada. O vapor era forçado a entrar no oscilador e atravessava uma série de portas, empurrando um pistão para cima e para baixo que estava preso a uma armadura. A armadura magnética vibrava para cima e para baixo em alta velocidade, produzindo um campo magnético alternado. Essa corrente elétrica alternada induzida nas bobinas de fio localizadas adjacentes. Ele eliminou as partes complicadas de um motor/gerador a vapor, mas isto nunca foi considerado uma solução viável de engenharia para gerar eletricidade.

### Consultoria em Niagara
Em 1893, Edward Dean Adams, que chefiava a Companhia de Construção das Cataratas do Niágara, buscou a opinião de Tesla sobre qual sistema seria melhor para transmitir a energia gerada nas cataratas. Ao longo de vários anos, houve uma série de propostas e concursos abertos sobre a melhor forma de usar a energia gerada pelas quedas. Entre os sistemas propostos por várias empresas estadunidenses e europeias estavam CA bifásica e trifásica, CC de alta tensão e ar comprimido. Adams pediu à Tesla informações sobre o estado atual de todos os sistemas concorrentes. Tesla aconselhou Adams que um sistema em duas fases seria o mais confiável e que havia um sistema Westinghouse para acender lâmpadas incandescentes usando corrente alternada em duas fases. A empresa assinou um contrato com a Westinghouse Electric para a construção de um sistema de geração de corrente alternada (CA) de duas fases nas Cataratas do Niágara, com base nos conselhos de Tesla e na demonstração da Westinghouse na Exposição Universal de que eles poderiam construir um sistema CA completo. Ao mesmo tempo, outro contrato foi concedido à General Electric para construir o sistema de distribuição de CA.

### The Nikola Tesla Company
Em 1895, Edward Dean Adams, impressionado com o que viu quando visitou o laboratório da Tesla, concordou em ajudar a fundar a The Nikola Tesla Company, criada para financiar, desenvolver e comercializar uma variedade de patentes e invenções anteriores da Tesla, além das novas. Alfred Brown assinou contrato, trazendo patentes desenvolvidas sob Peck e Brown. O quadro foi preenchido com William Birch Rankine e Charles F. Coaney.

### Incêndio no laboratório
Nas primeiras horas da manhã de 13 de março de 1895, o prédio da Quinta Avenida, que abrigava o laboratório de Tesla, pegou fogo. Tudo começou no porão do prédio e foi tão intenso que o laboratório do quarto andar queimou e desabou no segundo andar. O incêndio não apenas atrasou os projetos em andamento, como também destruiu uma coleção de anotações e material de pesquisa, modelos e peças de demonstração de Tesla, incluindo muitos que haviam sido exibidos na Exposição Universal de 1893. Tesla disse ao The New York Times: "Estou sofrendo demais para falar. O que posso dizer?"

### Experimentação de raios-X

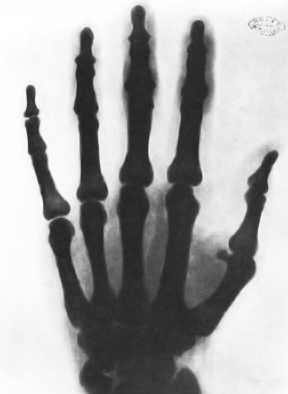
Raio X que Tesla pegou de sua própria mão

A partir de 1894, Tesla começou a investigar o que ele chamou de energia radiante de tipos "invisíveis" depois de ter observado filmes danificados em seu laboratório em experimentos anteriores (posteriormente identificados como "raios Roentgen" ou "raios X"). Seus primeiros experimentos foram com tubos de Crookes, um tubo de descarga elétrica de cátodo frio. Tesla pode ter capturado inadvertidamente uma imagem de raio-X - algumas semanas antes do anúncio de Wilhelm Röntgen, em dezembro de 1895, da descoberta de raios-X quando ele tentou fotografar Mark Twain iluminado por um tubo Geissler, um tipo anterior de gás tubo de descarga. A única coisa capturada na imagem foi o parafuso de travamento na lente da câmera.
Em março de 1896, depois de ouvir a descoberta de Röntgen das imagens de raios-X (radiografia), Tesla começou a fazer seus próprios experimentos em imagens de raios-X, desenvolvendo um tubo de vácuo único terminal de alta energia de seu próprio projeto, que não possuía eletrodo alvo e funcionava a partir da saída da bobina Tesla (o termo moderno para o fenômeno produzido por este dispositivo é bremsstrahlung ou radiação de frenagem). Em sua pesquisa, Tesla desenvolveu várias configurações experimentais para produzir raios-X. Ele sustentava que, com seus circuitos, o "instrumento poderá ... permitir gerar raios Roentgen de potência muito maior do que os obtidos com aparelhos comuns".

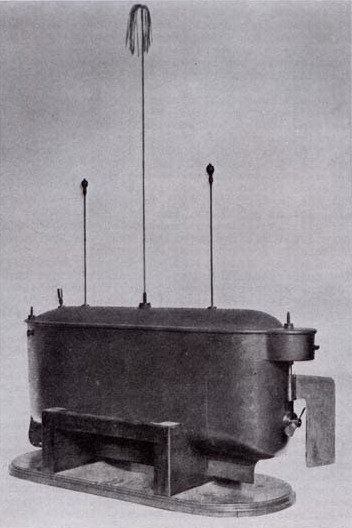
Em 1898, Tesla apresentou um barco controlado por rádio que ele esperava vender como torpedo guiado para marinhas ao redor do mundo.

Tesla observou os riscos de trabalhar com seu circuito e dispositivos de produção de raios-X. Em suas muitas anotações sobre as pesquisas sobre esse fenômeno, ele atribuiu danos à pele a várias causas. Ele acreditava desde o início que os danos à pele não eram causados pelos raios Roentgen, mas pelo ozônio gerado em contato com a pele e, em menor grau, pelo ácido nitroso . Tesla acreditava incorretamente que os raios X eram ondas longitudinais, como as produzidas nas ondas nos plasmas. Essas ondas de plasma podem ocorrer em campos magnéticos sem força.

Em 11 de julho de 1934, o New York Herald Tribune publicou um artigo sobre Tesla, no qual recordava um evento que ocasionalmente acontecia enquanto experimentava seus tubos de vácuo de eletrodo único. Uma partícula minuciosa rompe o cátodo, sai do tubo e o atinge fisicamente: 
 Tesla disse que podia sentir uma dor aguda no corpo, e novamente no local onde desmaiou. Ao comparar essas partículas com os pedaços de metal projetados por sua "pistola elétrica", disse Tesla, "as partículas no feixe de força   ... vão viajar muito mais rápido do que essas partículas   ... e elas viajarão em concentrações". 

### Rádio controle remoto
Em 1898, Tesla apresentou um barco que usava um controle por rádio baseado em um coesor - que ele apelidou de "telautomaton" - ao público durante uma exposição elétrica no Madison Square Garden. A multidão que testemunhou a manifestação fez alegações ultrajantes sobre o funcionamento do barco, como magia, telepatia e que ele era pilotado por um macaco treinado escondido no interior dele. Tesla tentou vender sua ideia às Forças Armadas dos Estados Unidos como um tipo de torpedo controlado por rádio, mas houve pouco interesse. O controle remoto por rádio permaneceu uma novidade até a Primeira Guerra Mundial, quando vários países o usaram em programas militares. Tesla aproveitou a oportunidade para demonstrar mais "teleautomaticas" em um discurso para uma reunião do Commercial Club em Chicago, enquanto viajava para Colorado Springs, em 13 de maio de 1899.

## Energia elétrica sem fio

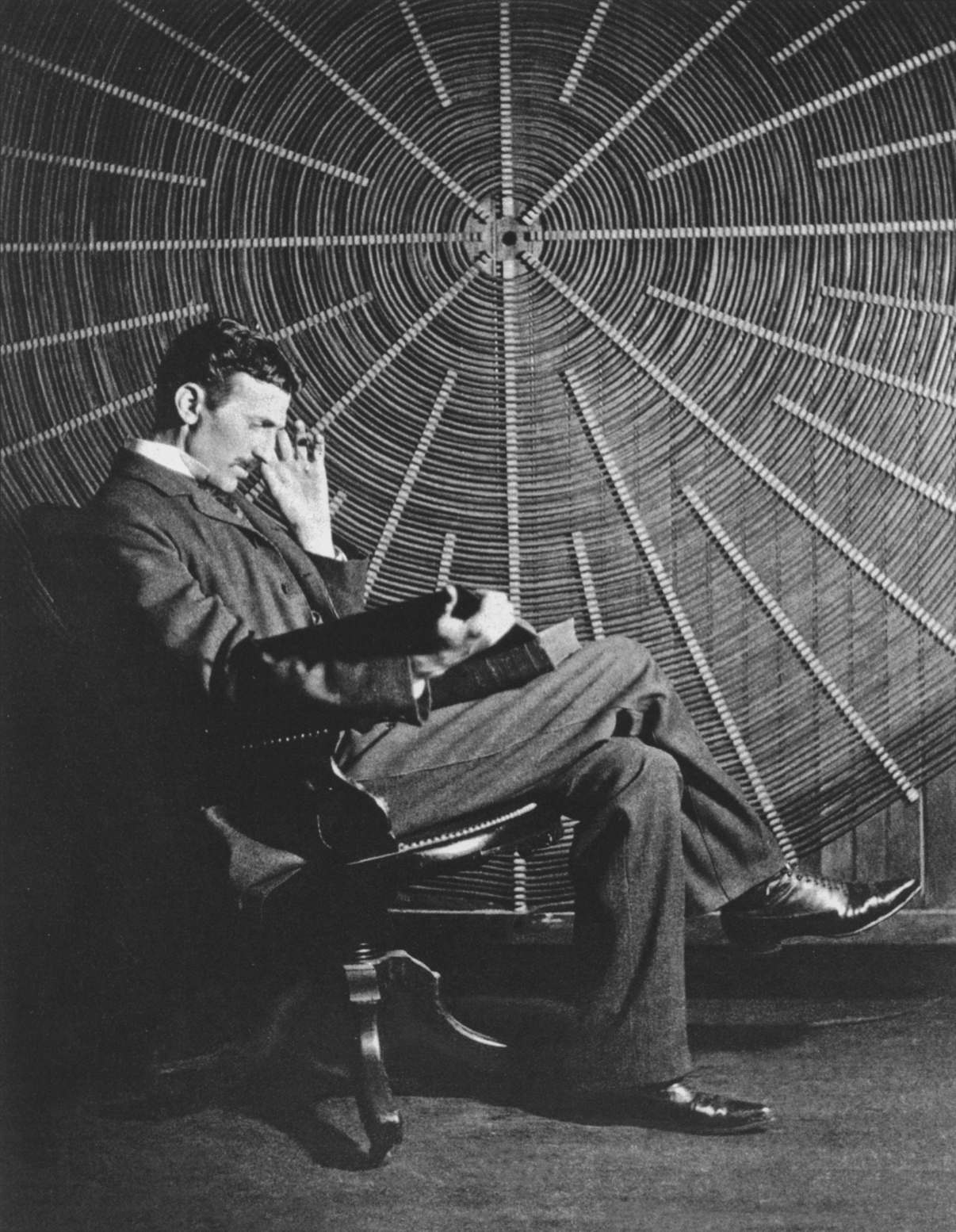
Tesla sentado em frente a uma bobina espiral usada em seus experimentos de energia sem fio em seu laboratório East Houston St

De 1890 a 1906, Tesla gastou grande parte de seu tempo e fortuna em uma série de projetos que tentavam desenvolver a transmissão de energia elétrica sem fios. Foi uma expansão de sua ideia de usar bobinas para transmitir energia que ele vinha demonstrando na iluminação sem fio. No momento em que Tesla estava formulando suas ideias, não havia maneira viável de transmitir sem fio sinais de comunicação por longas distâncias, muito menos grandes quantidades de energia. Tesla estudou ondas de rádio desde o início e chegou à conclusão de que parte do estudo existente sobre elas, de Hertz, estava incorreta.
Além disso, essa nova forma de radiação era amplamente considerada na época como um fenômeno de curta distância que parecia desaparecer em menos de uma milha. Tesla observou que, mesmo que as teorias sobre ondas de rádio fossem verdadeiras, elas eram totalmente inúteis para os propósitos pretendidos, já que essa forma de "luz invisível" diminuiria à distância, como qualquer outra radiação, e viajaria em linhas retas até o espaço, tornando-se "irremediavelmente perdido".
Em meados da década de 1890, Tesla estava trabalhando na ideia de que ele poderia conduzir eletricidade a longa distância através da Terra ou da atmosfera e começou a trabalhar em experimentos para testar essa ideia, incluindo a instalação de um grande transmissor de ampliação de ressonância em seu Laboratório da Houston Street.

### Colorado Springs

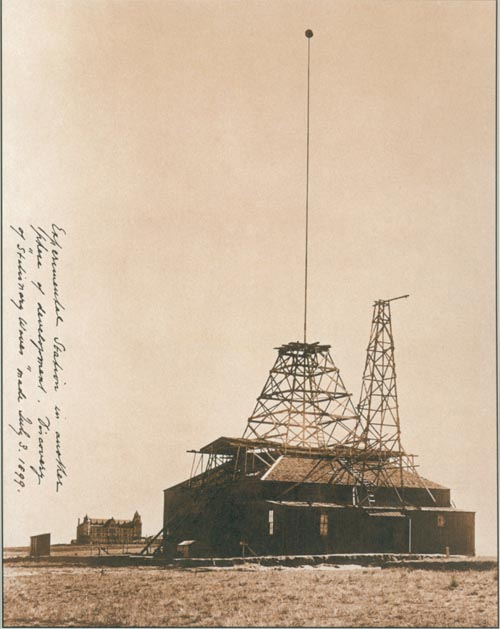
Laboratório de Tesla em Colorado Springs

Para estudar ainda mais a natureza condutora do ar de baixa pressão, Tesla montou uma estação experimental em alta altitude em Colorado Springs em 1899. Lá ele podia operar com segurança bobinas muito maiores do que as confinadas em seu laboratório de Nova York, e um associado havia feito um acordo com a empresa El Paso Power Company para fornecer corrente alternada gratuitamente a ele. Para financiar suas experiências, ele convenceu John Jacob Astor IV a investir 100 mil dólares (mais de 3 milhões de dólares atualmente) para se tornar um acionista majoritário da Nikola Tesla Company. Astor pensou que estava investindo principalmente no novo sistema de iluminação sem fio. Em vez disso, Tesla usou o dinheiro para financiar seus experimentos em Colorado Springs. Após sua chegada, ele disse a repórteres que planejava realizar experimentos de telegrafia sem fio, transmitindo sinais de Pikes Peak a Paris.
Lá, ele conduziu experimentos com uma grande bobina operando na faixa de megavolts, que produzia raios artificiais (e trovões) de milhões de volts e descargas de até 41 metros de comprimento, sendo que, a certa altura, queimaram inadvertidamente o gerador em El Paso, causando uma queda de energia. As observações que ele fez do ruído eletrônico dos raios o levaram a concluir (incorretamente) que ele poderia usar todo o globo da Terra para conduzir energia elétrica.

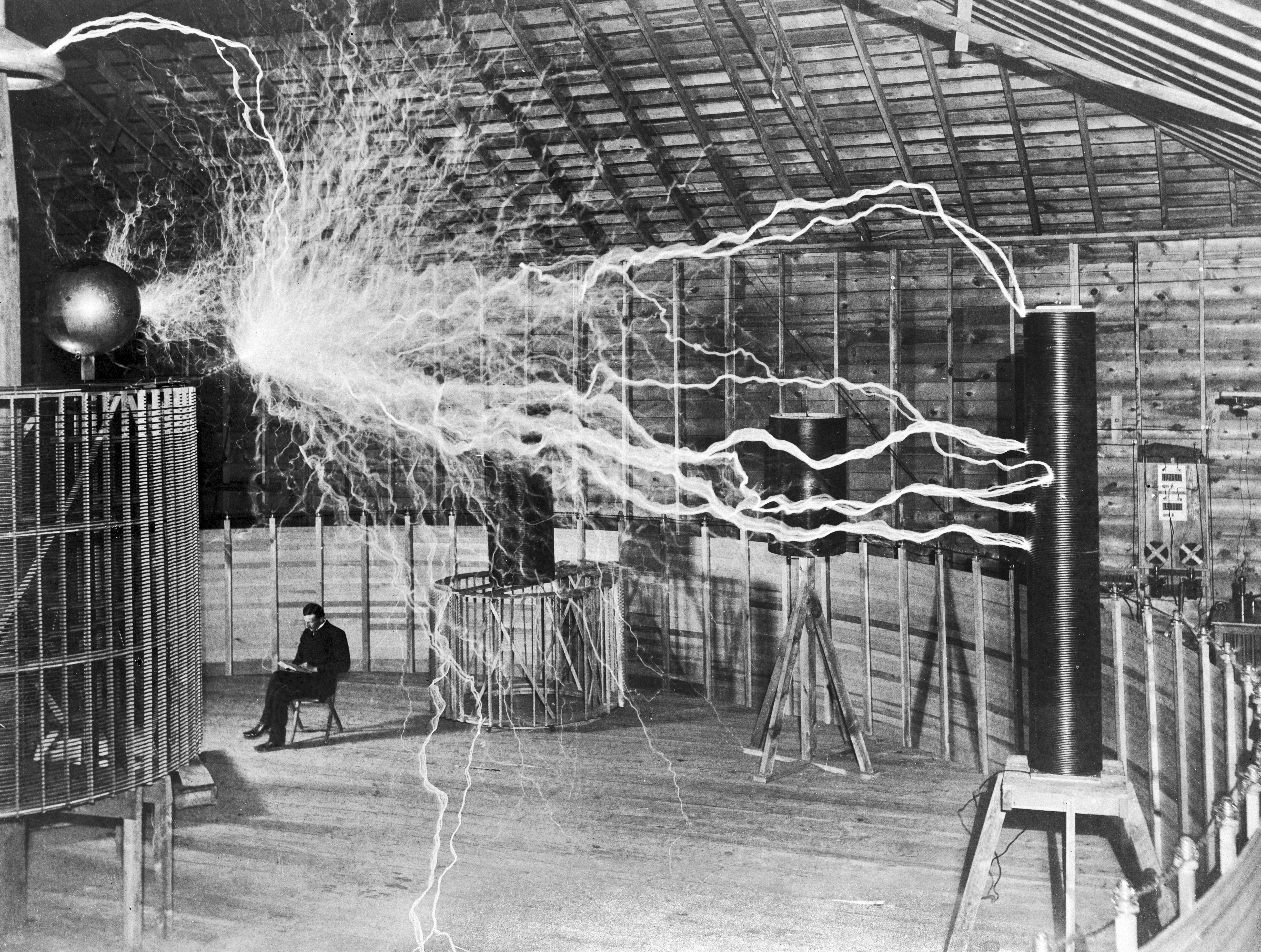
Uma imagem de dupla exposição de Tesla sentado ao lado de seu "transmissor de ampliação", gerando milhões de volts. Os longos arcos de sete metros não faziam parte da operação normal, mas sim para efeito ao alternar rapidamente o interruptor de energia.

Durante seu tempo em seu laboratório, Tesla observou sinais incomuns de seu receptor, que ele especulava serem comunicações de outro planeta. Ele os mencionou em uma carta a um repórter em dezembro de 1899 e à Sociedade da Cruz Vermelha em dezembro de 1900. repórteres trataram isso como uma história sensacional e chegaram à conclusão de que Tesla estava ouvindo sinais de Marte.
Ele expandiu os sinais que ouviu em um artigo da Collier's Weekly, de 9 de fevereiro de 1901, intitulado "Talking With Planets", onde afirmou que não lhe fora imediatamente aparente que estava ouvindo "sinais controlados de forma inteligente" e que os sinais poderiam vir de Marte, Vênus ou de outros planetas. Foi levantada a hipótese de que ele pode ter interceptado os experimentos europeus de Guglielmo Marconi em julho de 1899 - Marconi pode ter transmitido a letra S (ponto/ponto/ponto) em uma demonstração naval, os mesmos três impulsos que Tesla sugeriu ao ouvir no Colorado - ou sinais de outro experimentador em transmissão sem fio.
Tesla tinha um acordo com o editor da The Century Magazine para produzir um artigo sobre suas descobertas. A revista enviou um fotógrafo ao Colorado para fotografar o trabalho que estava sendo feito lá. O artigo, intitulado "O problema do aumento da energia humana", apareceu na edição de junho de 1900 da revista. Ele explicava a superioridade do sistema sem fio que imaginava, mas o artigo era mais um tratado filosófico do que uma descrição científica compreensível de seu trabalho, ilustrado com o que se tornaria imagens icônicas de Tesla e seus experimentos em Colorado Springs.

### Wardenclyffe

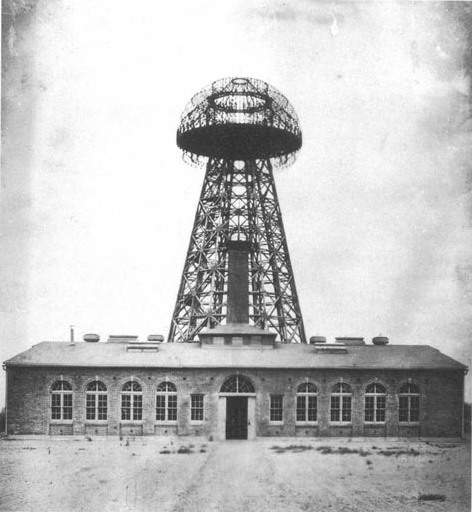
Torre Wardenclyffe de Tesla em Long Island em 1904. A partir dessa instalação, Tesla esperava demonstrar a transmissão sem fio de energia elétrica através do Atlântico.

Tesla foi a Nova York tentando encontrar investidores para o que ele pensou que seria um sistema viável de transmissão sem fio no Waldorf-Astoria (o hotel onde ele estava vivendo na época). Em março de 1901, ele conseguiu 150 mil dólares (mais de 4 milhões de dólares em valores atuais) de J. Pierpont Morgan em troca de 51% das patentes sem fio geradas e começou a planejar a instalação da Torre Wardenclyffe em Shoreham, Nova York, 161 quilômetros a leste da cidade, na costa norte de Long Island.
Em julho de 1901, Tesla havia expandido seus planos de construir um transmissor mais poderoso para saltar à frente do sistema de rádio de Marconi, que Tesla achava que era uma cópia do dele. Ele procurou Morgan para pedir mais dinheiro para construir o sistema maior, mas Morgan se recusou a fornecer mais capital. Em dezembro de 1901, Marconi transmitiu com sucesso a letra S da Inglaterra para a Terra Nova, derrotando Tesla na corrida para ser o primeiro a concluir essa transmissão. Um mês após o sucesso de Marconi, Tesla tentou convencer Morgan a apoiar um plano ainda maior de transmitir mensagens e energia, controlando "vibrações em todo o mundo". Nos cinco anos seguintes, Tesla escreveu mais de 50 cartas a Morgan, pedindo e exigindo financiamento adicional para concluir a construção de Wardenclyffe. Tesla continuou o projeto por mais nove meses em 1902. A torre foi erguida com 57 metros de altura. Em junho de 1902, Tesla mudou suas operações de laboratório da Houston Street para Wardenclyffe.
Os investidores de Wall Street estavam colocando seu dinheiro no sistema de Marconi e alguns da imprensa começaram a se voltar contra o projeto de Tesla, alegando que era uma farsa. O projeto parou em 1905 e, em 1906, os problemas financeiros e outros eventos podem ter levado ao que o biógrafo de Tesla, Marc J. Seifer, suspeita ter sido um colapso nervoso do inventor. Tesla hipotecou a propriedade de Wardenclyffe para cobrir suas dívidas no Waldorf-Astoria, que chegaram a 20 mil dólares (510 mil dólares em valores atuais).

## Anos posteriores
Depois que Wardenclyffe fechou, Tesla continuou a escrever para Morgan; depois que "o grande homem" morreu, Tesla escreveu ao filho de Morgan, Jack, tentando obter mais financiamento para o projeto. Em 1906, Tesla abriu escritórios na 165 Broadway, em Manhattan, tentando arrecadar mais fundos desenvolvendo e comercializando suas patentes. Ele passou a ter escritórios na Metropolitan Life Tower de 1910 a 1914; alugado por alguns meses no Woolworth Building, saindo porque não podia pagar o aluguel; e depois para o escritório na 8 West 40th Street, de 1915 a 1925. Depois de se mudar para a 8 West 40th Street, ele foi efetivamente à falência. A maioria de suas patentes se esgotara e ele estava tendo problemas com as novas invenções que estava tentando desenvolver.

### Turbina sem pás

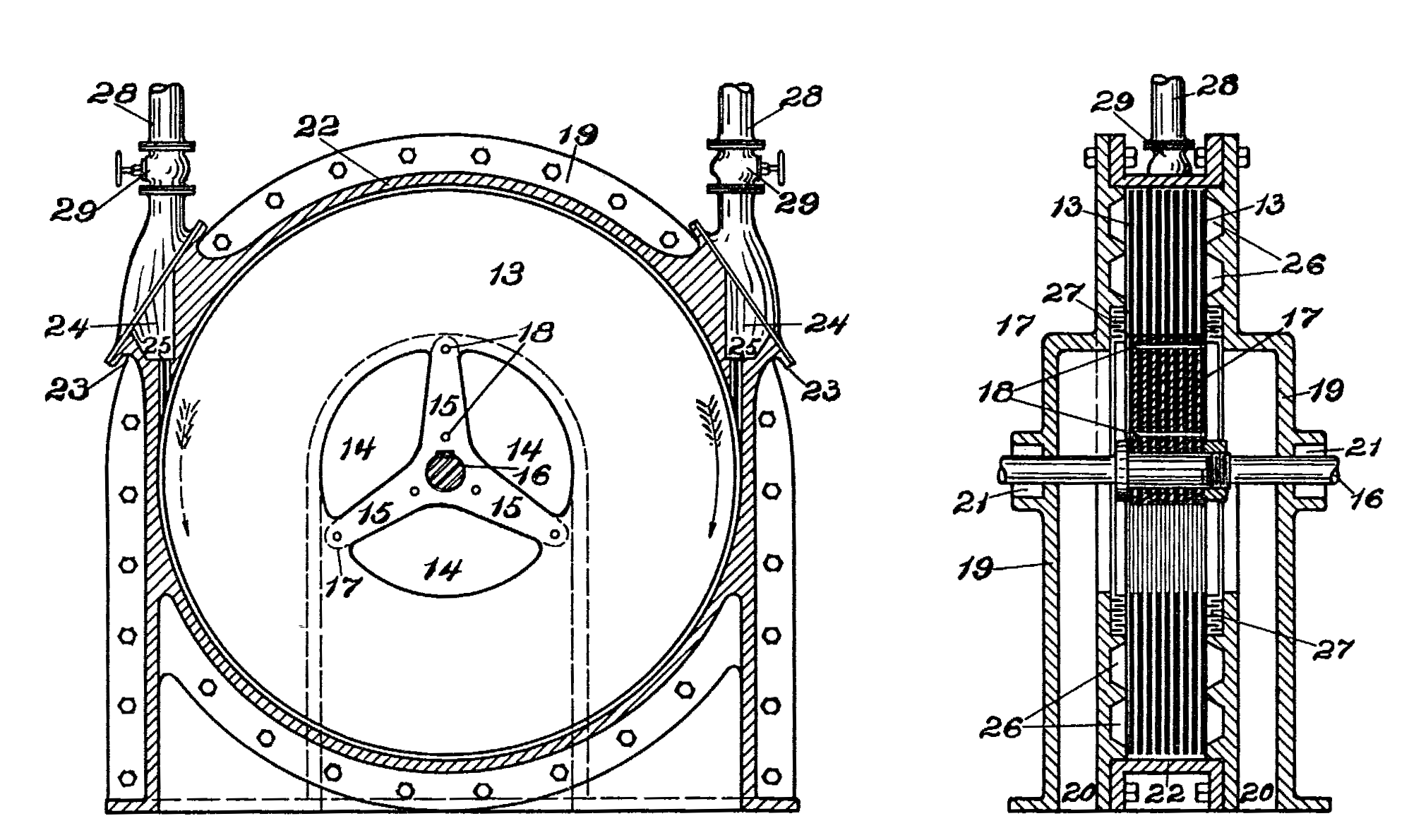
Projeto de turbina sem pás da Tesla

Em seu aniversário de 50 anos, em 1906, Tesla demonstrou turbinas de Tesla de 150 quilowatts e 16 mil rpm. Entre 1910 e 1911, na Usina Hidrelétrica de Waterside, em Nova York, vários de seus motores de turbina foram testados entre 100 e 5 mil hp. Tesla trabalhou com várias empresas, incluindo um período entre 1919 a 1922 em Milwaukee, para a companhia Allis-Chalmers. Ele passou a maior parte do tempo tentando aperfeiçoar a turbina Tesla com Hans Dahlstrand, o engenheiro-chefe da empresa, mas as dificuldades de engenharia fizeram com que nunca fosse transformado em um dispositivo prático. Tesla licenciou a ideia para uma empresa de instrumentos de precisão e encontrou uso na forma de velocímetros de carros de luxo e outros instrumentos.

### Ações judiciais
Quando a Primeira Guerra Mundial estourou, os britânicos cortaram o cabo telegráfico transatlântico que ligava os Estados Unidos à Alemanha, a fim de controlar o fluxo de informações entre os dois países. Eles também tentaram desligar a comunicação sem fio alemã de e para os Estados Unidos, fazendo com que a US Marconi Company processasse a empresa de rádio alemã Telefunken por violação de patente. Telefunken contratou os físicos Jonathan Zenneck e Karl Ferdinand Braun para sua defesa e contratou Tesla como testemunha por dois anos por mil dólares por mês. O caso parou e foi discutido quando os Estados Unidos entraram na guerra contra a Alemanha em 1917.
Em 1915, Tesla tentou processar a Marconi Company por violação de suas patentes de sintonia sem fio. A patente inicial de rádio de Marconi havia sido concedida nos EUA em 1897, mas seu envio de patente de 1900, que abrangia melhorias na transmissão de rádio, foi rejeitado várias vezes, antes de finalmente ser aprovado em 1904, com o argumento de que ele violava outras patentes existentes, incluindo duas de 1897 Patentes de ajuste de energia sem fio Tesla. O caso de Tesla em 1915 não foi a lugar nenhum, mas em um caso relacionado, em que a Marconi Company tentou processar o governo dos EUA por violações de patentes da Primeira Guerra Mundial, uma decisão da Suprema Corte dos Estados Unidos em 1943 restaurou as patentes anteriores de Oliver Lodge, John Stone e Tesla. O tribunal declarou que sua decisão não tinha relação com a reivindicação de Marconi como a primeira a obter transmissão por rádio, apenas que, uma vez que a alegação de Marconi de certas melhorias patenteadas era questionável, a empresa não podia alegar violação dessas mesmas patentes.

### Rumores sobre o Prêmio Nobel
Em 6 de novembro de 1915, um relatório da agência de notícias Reuters em Londres dizia que o Prêmio Nobel de Física de 1915 seria concedido a Thomas Edison e Nikola Tesla; no entanto, em 15 de novembro, uma reportagem da Reuters de Estocolmo afirmou que o prêmio naquele ano seria concedido a Sir William Henry Bragg e William Lawrence Bragg "por seus serviços na análise da estrutura de cristal por meio de raios-X". Havia rumores infundados na época de que Tesla ou Edison haviam recusado o prêmio. A Fundação Nobel disse: "Qualquer boato de que uma pessoa não recebeu um Prêmio Nobel porque tornou pública sua intenção de recusar o prêmio é ridículo"; um destinatário pode recusar um Prêmio Nobel somente depois que ele for anunciado um vencedor.
Houve alegações subsequentes dos biógrafos de Tesla de que Edison e Tesla eram os destinatários originais do prêmio e que nenhum deles recebeu a honraria por causa da animosidade entre eles; que eles tentaram minimizar as realizações um do outro e o direito de ganhar o prêmio; que ambos se recusaram a aceitar o prêmio se o outro o recebesse primeiro; que ambos rejeitaram qualquer possibilidade de compartilhá-lo; e mesmo que o rico Edison se recusava que Tesla recebesse o prêmio em dinheiro no valor de 20 mil dólares.
Nos anos seguintes a esses rumores, nem Tesla nem Edison ganharam o prêmio (embora Edison tenha recebido uma das 38 propostas possíveis em 1915 e Tesla tenha recebido uma das 38 propostas possíveis em 1937).

### Outras ideias, prêmios e patentes
- Grande Oficial da Ordem de São Sava (Sérvia, 1892)
- Medalha Elliott Cresson (Instituto Franklin, EUA, 1894)[178]
- Grã-Cruz da Ordem do Príncipe Danilo I ( Montenegro, 1895)[179]
- Medalha AIEE Edison (Instituto de Engenheiros Elétricos e Eletrônicos, EUA, 1917)[180]
- Grã-Cruz da Ordem de São Sava (Iugoslávia, 1926)[181]
- Medalha John Scott (Franklin Institute e Philadelphia City Council, EUA, 1934)
- Grã-Cruz da Ordem do Leão Branco (Checoslováquia, 1937)[182]

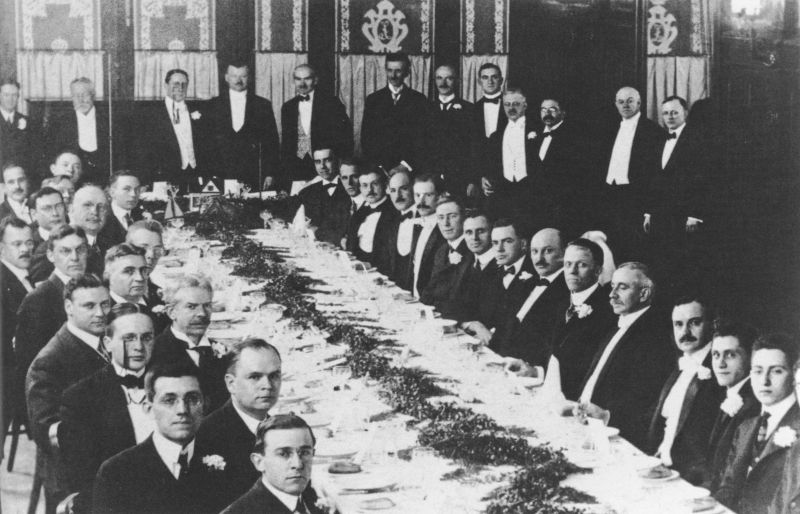
Segundo banquete do Instituto de Engenheiros de Rádio, 23 de abril de 1915. Tesla visto em pé no centro.

Tesla tentou comercializar vários dispositivos baseados na produção de ozônio. A empresa Tesla Ozone Company, de 1900, vendia um dispositivo patenteado em 1896, baseado na bobina de Tesla, usada para fazer bolhas de ozônio através de diferentes tipos de óleos para fazer um gel terapêutico. Ele também tentou desenvolver uma variação disso alguns anos depois como um desinfetante para hospitais.
Tesla teorizou que a aplicação de eletricidade no cérebro aumentava a inteligência. Em 1912, ele elaborou "um plano para tornar alunos lentos em alunos brilhantes saturando-os inconscientemente com eletricidade", prendendo as paredes de uma sala de aula e "saturando [a sala de aula] com ondas elétricas infinitesimais vibrando em alta frequência. Tesla afirma que toda a sala seria envolta em um campo eletromagnético ou um 'banho' que estimula e dá saúde." O plano foi, pelo menos provisoriamente, aprovado pelo superintendente das escolas de Nova York, William H. Maxwell.
Na edição de agosto de 1917 da revista Electrical Experimenter, Tesla postulou que a eletricidade poderia ser usada para localizar submarinos usando o reflexo de um "raio elétrico" de "enorme frequência", com o sinal sendo exibido em uma tela fluorescente (um sistema superficialmente semelhante ao radar moderno). Tesla estava incorreto ao supor que ondas de rádio de alta frequência penetrariam na água. Émile Girardeau, que ajudou a desenvolver o primeiro sistema de radar da França na década de 1930, observou em 1953 que a especulação geral de Tesla de que um sinal de alta frequência muito forte seria necessário estava correta. Girardeau disse: "(Tesla) estava profetizando ou sonhando, já que ele não tinha meios de realizá-los, mas é preciso acrescentar que se ele estava sonhando, pelo menos estava sonhando corretamente".
Em 1928, Tesla recebeu a Patente E.U.A. 1,655,114, por um biplano capaz de decolar verticalmente (aeronave VTOL) e depois ser "gradualmente inclinado através da manipulação dos dispositivos de elevação" em voo até voar como um avião convencional. Tesla pensou que o avião seria vendido por menos de mil dólares, embora a aeronave tenha sido descrita como impraticável, embora tenha semelhanças iniciais com o V-22 Osprey usado pelas forças armadas estadunidenses.

### Circunstâncias de vida
Tesla viveu no hotel Waldorf Astoria em Nova York partir de 1900 e acumulou uma grande dívida. Ele se mudou para o St. Regis Hotel em 1922 e passou a seguir um padrão de se mudar para um hotel diferente a cada poucos anos e deixar para trás as contas não pagas.
Tesla caminhava diariamente para o parque para alimentar os pombos. Ele começou a alimentá-los na janela do seu quarto de hotel e cuidava de pássaros feridos. Ele disse que era visitado por um certo pombo branco ferido diariamente. Ele gastou mais de 2 mil dólares para cuidar do pássaro, incluindo um dispositivo que ele construiu para apoiá-la confortavelmente enquanto a asa e a perna quebradas se curavam. Tesla declarou:
Tenho alimentado pombos, milhares deles, há anos. Mas havia um, um lindo pássaro, de um branco puro com pontas cinza-claras nas asas; aquele era diferente. Era uma mulher. Eu só tinha que desejar e ligar para ela e ela viria voando para mim. Eu amava aquele pombo como um homem ama uma mulher, e ela me amava. Enquanto eu a tivesse, havia um propósito para minha vida.
As contas não pagas de Tesla, bem como as reclamações sobre a bagunça feita pelos pombos, levaram ao seu despejo do St. Regis em 1923. Ele também foi forçado a deixar o Hotel Pennsylvania em 1930 e o Hotel Governor Clinton em 1934. A certa altura, ele também se hospedou no Hotel Marguery.
Tesla mudou-se para o Hotel New Yorker em 1934. Nesse momento, a Westinghouse Electric & Manufacturing Company começou a pagar-lhe 125 dólares por mês, além de pagar o aluguel dele. As versões de como isso aconteceu variam. Várias fontes afirmam que a Westinghouse estava preocupada com uma possível má publicidade decorrente das condições empobrecidas em que seu famoso ex-inventor estava vivendo. O pagamento foi descrito como sendo uma "taxa de consultoria" para contornar a aversão de Tesla a aceitar caridade. O biógrafo da Tesla, Marc Seifer, descreveu os pagamentos da Westinghouse como um tipo de "acordo não especificado".

### Conferências de imprensa de aniversário

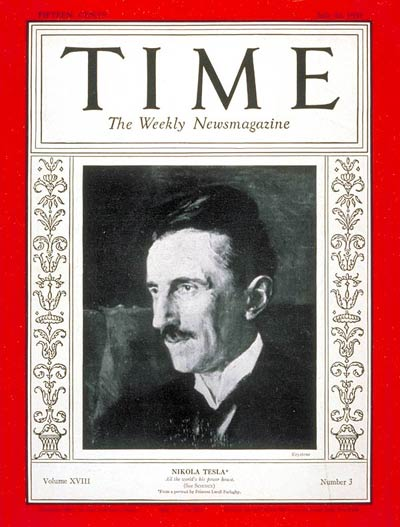
Tesla na capa da Time em comemoração ao seu 75º aniversário

Em 1931, um jovem escritor de ficção científica com quem Tesla fez amizade, Kenneth Swezey, organizou uma comemoração pelo 75º aniversário do inventor. Tesla recebeu cartas de felicitações de mais de 70 pioneiros em ciência e engenharia, incluindo Albert Einstein, e ele também foi destaque na capa da revista Time. A legenda da capa "Todo o mundo é sua usina elétrica" destacava sua contribuição para a geração de energia elétrica. A festa correu tão bem que Tesla a transformou em um evento anual, uma ocasião em que ele distribuía uma grande quantidade de comida e bebida - com pratos de sua própria criação. Ele convidou a imprensa para ver suas invenções e ouvir histórias sobre suas façanhas passadas, opiniões sobre eventos atuais e, às vezes, afirmações desconcertantes.

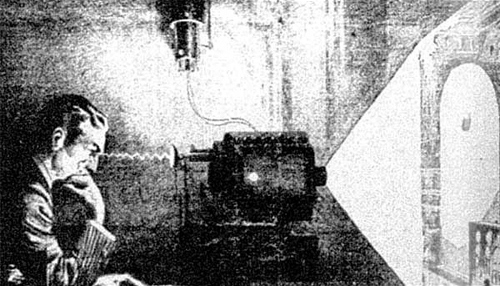
Representação feita por um jornal da câmera Tesla descrita em sua festa de aniversário de 1933

Na festa de 1932, Tesla afirmou que havia inventado um motor que funcionava com raios cósmicos. Em 1933, aos 77 anos, Tesla disse aos repórteres que, após 35 anos de trabalho, estava prestes a produzir provas de uma nova forma de energia. Ele afirmou que era uma teoria da energia "violentamente oposta" à física einsteiniana, e poderia ser tocada com um aparato que seria barato de operar e duraria 500 anos. Ele também disse a repórteres que estava trabalhando em uma maneira de transmitir comprimentos de onda de rádio individualizados, trabalhando em avanços na metalurgia e desenvolvendo uma maneira de fotografar a retina para registrar pensamentos.
Na ocasião de 1934, Tesla disse a repórteres que havia projetado uma super arma que, segundo ele, acabaria com toda a guerra. Ele a chamou de "teleforça", mas geralmente era chamado de raio da morte. Tesla a descreveu como uma arma defensiva que seria colocada ao longo da fronteira de um país e usada contra ataques de infantaria ou aeronaves terrestres. Tesla nunca revelou planos detalhados de como a arma funcionaria durante sua vida, mas, em 1984, eles surgiram no arquivo do Museu Nikola Tesla em Belgrado. O tratado, A Nova Arte de Projetar Energia Não Dispersiva Concentrada através dos Meios Naturais, descreveu um tubo de vácuo de extremidade aberta com um selo de jato de gás que permite a saída de partículas, um método de carregar tungstênio ou mercúrio a milhões de volts e direcionando-os em fluxos (através de repulsão eletrostática). Tesla tentou despertar o interesse do Departamento de Defesa dos Estados Unidos e dos governos do Reino Unido, da União Soviética e da Iugoslávia no dispositivo.
Em 1935, em sua festa de 79 anos, Tesla abordou muitos tópicos. Ele alegou ter descoberto o raio cósmico em 1896 e inventou uma maneira de produzir corrente direta por indução, além de fazer muitas alegações sobre seu oscilador mecânico. Descrevendo o dispositivo (que ele esperava gerar 100 milhões de dólares em dois anos), ele disse a repórteres que uma versão de seu oscilador havia causado um terremoto em seu laboratório 46 East Houston Street e em ruas vizinhas de Lower Manhattan em 1898. Ele contou aos repórteres que seu oscilador poderia destruir o Empire State Building com 5 libras de pressão de ar. Ele também explicou uma nova técnica que ele desenvolveu usando seus osciladores, chamada "telegeodinâmica", usando-a para transmitir vibrações ao solo que, segundo ele, funcionariam a qualquer distância para serem usadas na comunicação ou na localização de depósitos minerais subterrâneos.
Em seu evento de 1937 no Grand Ballroom do Hotel New Yorker, Tesla recebeu a Ordem do Leão Branco do embaixador da Checoslováquia e uma medalha do embaixador da Iugoslávia.

## Morte
Em uma noite de outono de 1937, aos 81 anos, depois da meia-noite, Tesla deixou o Hotel New Yorker para ir regularmente à catedral e à biblioteca para alimentar os pombos. Ao atravessar uma rua a alguns quarteirões do hotel, Tesla não conseguiu desviar de um táxi em movimento e foi jogado no chão. Suas costas estavam gravemente feridas e três costelas foram quebradas no acidente. A extensão total de seus ferimentos nunca foi conhecida; Tesla se recusou a consultar um médico, um costume que desenvolveu ao longo da vida, e nunca se recuperou totalmente.
Em 7 de janeiro de 1943, aos 86 anos de idade, Tesla morreu sozinho no quarto 3327 do New Yorker Hotel. Seu corpo foi encontrado mais tarde pela empregada Alice Monaghan depois que ela entrou no quarto de Tesla, ignorando o sinal de "não perturbe" que ele havia colocado em sua porta dois dias antes. O examinador médico assistente H. W. Wembley examinou o corpo e decidiu que a causa da morte havia sido trombose coronariana.

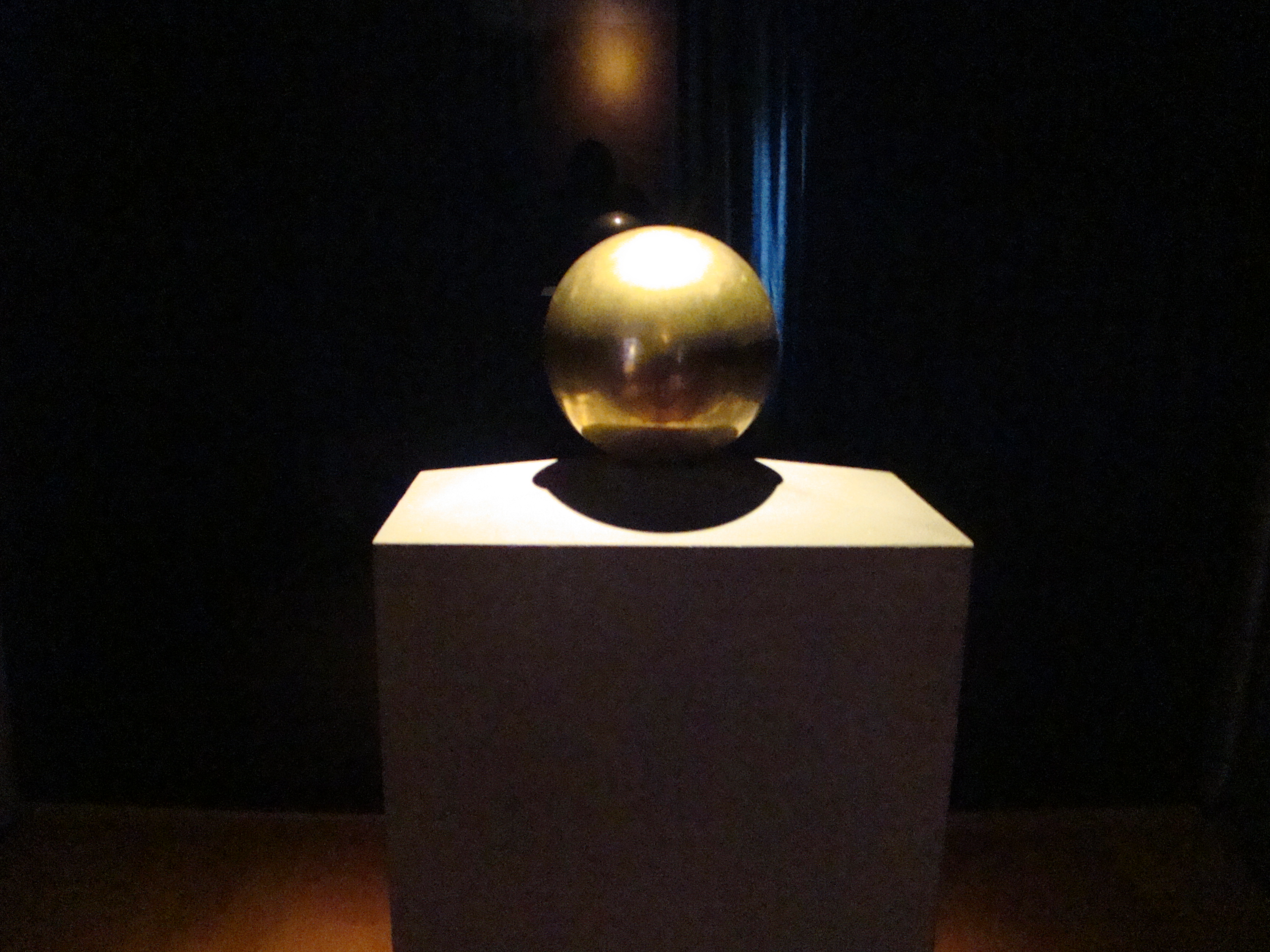
Urna dourada com as cinzas de Tesla, em seu objeto geométrico favorito, uma esfera (Museu Nikola Tesla, Belgrado)

Dois dias depois, o FBI ordenou a apreensão dos pertences de Tesla. John G. Trump, um professor do MIT e um conhecido engenheiro elétrico que trabalhava como assessor técnico do Comitê de Pesquisa de Defesa Nacional, foi chamado para analisar os itens de Tesla, que estavam sob custódia. Após uma investigação de três dias, o relatório de Trump concluiu que não havia nada que constituísse um perigo em mãos hostis, afirmando:
Os pensamentos e esforços [de Tesla] durante pelo menos os últimos 15 anos foram principalmente de caráter especulativo, filosófico e um tanto promocional, muitas vezes preocupado com a produção e transmissão sem fio de energia; mas não incluiu princípios ou métodos novos, sólidos e viáveis para obter tais resultados.
Em uma caixa que supostamente contém uma parte do "raio da morte" de Tesla, Trump encontrou uma caixa de resistência de classe múltipla de 45 anos de idade.
Em 10 de janeiro de 1943, o prefeito da cidade de Nova York, Fiorello La Guardia, leu um elogio escrito pelo autor esloveno-americano Louis Adamic ao vivo pela rádio WNYC, enquanto peças de violino "Ave Maria" e "Tamo daleko " eram tocadas ao fundo. Em 12 de janeiro, duas mil pessoas compareceram a um funeral de Estado para Tesla na Catedral de São João, o Divino, em Manhattan. Após o funeral, o corpo de Tesla foi levado ao cemitério Ferncliff em Ardsley, Nova York, onde foi cremado mais tarde. No dia seguinte, um segundo culto foi realizado por padres proeminentes na Capela da Trindade (hoje a Catedral Ortodoxa Sérvia de Saint Sava) na cidade de Nova York.

### Patrimônio
Em 1952, após pressão do sobrinho de Tesla, Sava Kosanović, toda a propriedade de Tesla foi enviada para Belgrado em 80 baús marcados como N.T. Em 1957, a secretária de Kosanović, Charlotte Muzar, transportou as cinzas de Tesla dos Estados Unidos para Belgrado. As cinzas são exibidas em uma esfera banhada a ouro em um pedestal de mármore no Museu Nikola Tesla.

## Patentes
Tesla obteve cerca de 300 patentes em todo o mundo por suas invenções. Algumas das patentes de Tesla não são contabilizadas e várias fontes descobriram algumas que estavam escondidas nos arquivos de patentes. Há um mínimo de 278 patentes conhecidas emitidas para a Tesla em 26 países. Muitas das patentes de Tesla estavam nos Estados Unidos, no Reino Unido e no Canadá, mas muitas outras patentes foram aprovadas em países ao redor do mundo.

## Vida pessoal

### Aparência

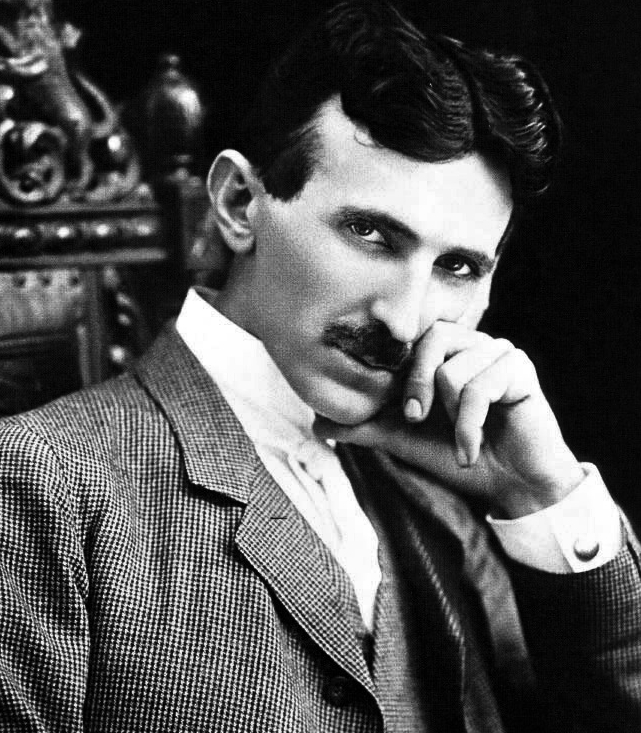
Tesla por volta de 1896, aos 40 anos. Foto de Napoleon Sarony

Tesla tinha 1,88 m de altura e 64 kg, com quase nenhuma variação de peso entre 1888 e 1926. Sua aparição foi descrita pelo editor de jornal Arthur Brisbane como "quase o homem mais alto, quase o mais fino e certamente o mais sério que frequenta regularmente o Delmonico's". Ele era uma figura elegante e moderna na cidade de Nova York, meticuloso em sua aparência, roupas e regido em suas atividades diárias, uma aparência que ele mantinha para promover seus relacionamentos comerciais. Ele também foi descrito como tendo olhos claros, "mãos enormes" e polegares "notávelmente grandes".

### Memória eidética
Tesla leu muitos trabalhos, memorizando livros completos, e supostamente possuía uma memória fotográfica (ou eidética). Ele era poliglota e falava oito idiomas: sérvio, tcheco, inglês, francês, alemão, húngaro, italiano e latim. Tesla relatou em sua autobiografia que ele experimentou momentos detalhados de inspiração. Durante sua infância, Tesla foi repetidamente atingido por uma doença. Ele sofria de uma aflição peculiar na qual clarões ofuscantes de luz apareciam diante de seus olhos, frequentemente acompanhados de visões. Frequentemente, as visões estavam ligadas a uma palavra ou ideia que ele poderia ter encontrado; outras vezes, forneciam a solução para um problema específico que ele havia encontrado. Só de ouvir o nome de um item, ele poderia visualizá-lo com detalhes realistas. Tesla visualizou uma invenção em sua mente com extrema precisão, incluindo todas as dimensões, antes de passar para a fase de construção, uma técnica às vezes conhecida como pensamento visual. Ele normalmente não fazia desenhos à mão, mas trabalhava apenas com memória. Desde a infância, Tesla teve frequentes flashbacks de eventos que haviam acontecido anteriormente em sua vida.

### Relacionamentos
Tesla nunca se casou, explicando que sua castidade era muito útil para suas habilidades científicas. Ele disse uma vez nos anos anteriores que achava que nunca poderia ser digno o suficiente para uma mulher, considerando as mulheres superiores em todos os aspectos. Sua opinião começou a mudar nos últimos anos, quando ele sentiu que as mulheres estavam tentando superar os homens e se tornarem mais dominantes. Essa "nova mulher" foi recebida com muita indignação por Tesla, que sentiu que as mulheres estavam perdendo sua feminilidade ao tentar estar no poder. Em uma entrevista ao Galveston Daily News em 10 de agosto de 1924, ele declarou: "No lugar da mulher de voz suave e gentil de minha reverência, veio a mulher que pensa que seu principal sucesso na vida reside em fazer o máximo possível que o homem — em trajes, voz e ações, em esportes e realizações de todo tipo… A tendência das mulheres de afastar o homem, suplantando o velho espírito de cooperação com ele em todos os assuntos da vida, é muito decepcionante para mim". Certa vez, ele disse a um repórter nos anos posteriores que às vezes sentia que, ao não se casar, ele havia feito um sacrifício muito grande por seu trabalho.
Tesla era associal e propenso a se isolar com seu trabalho. No entanto, quando ele se envolvia em uma vida social, muitas pessoas falaram de maneira muito positiva e admiradora sobre ele. Robert Underwood Johnson o descreveu como de uma "doçura, sinceridade, modéstia, refinamento, generosidade e força distintas". Sua secretária, Dorothy Skerrit, escreveu: "seu sorriso genial e nobreza de suportar sempre denotavam as características cavalheirescas que estavam tão arraigadas em sua alma". O amigo de Tesla, Julian Hawthorne, escreveu: "raramente se encontrava um cientista ou engenheiro que também fosse poeta, filósofo, apreciador de boa música, linguista e conhecedor de comida e bebida".
Tesla era um bom amigo de Francis Marion Crawford, Robert Underwood Johnson, Stanford White, Fritz Lowenstein, George Scherff, e Kenneth Swezey. Na meia-idade, Tesla tornou-se amigo íntimo de Mark Twain; eles passaram muito tempo juntos em seu laboratório e em outros lugares. Twain descreveu notavelmente a invenção do motor de indução de Tesla como "a patente mais valiosa desde o telefone". Em uma festa promovida pela atriz Sarah Bernhardt em 1896, Tesla conheceu o monge hindu indiano Vivekananda e os dois conversaram sobre como as ideias do inventor sobre energia pareciam combinar com a cosmologia vedântica. No final da década de 1920, Tesla fez amizade com George Sylvester Viereck, poeta, escritor, místico e, mais tarde, propagandista nazista. Tesla ocasionalmente participava de jantares realizados por Viereck e sua esposa.
Às vezes, Tesla podia ser duro e expressava abertamente o desgosto por pessoas obesas, como quando ele demitiu uma secretária por causa do peso dela. Ele era rápido em criticar as roupas; em várias ocasiões, Tesla instruiu um subordinado a ir para casa e trocar de roupa. Quando Thomas Edison morreu, em 1931, Tesla contribuiu com a única opinião negativa para The New York Times, enterrada em uma extensa cobertura da vida de Edison:
Ele não tinha passatempo, não se importava com nenhum tipo de diversão e vivia em total desrespeito às regras mais básicas de higiene ... Seu método era ineficiente ao extremo, pois um terreno imenso precisava ser coberto para obter qualquer coisa. a menos que o acaso cego interferisse e, a princípio, eu era quase uma testemunha lamentável de suas ações, sabendo que apenas um pouco de teoria e cálculo o pouparia 90% do trabalho. Mas ele tinha um verdadeiro desprezo pelo aprendizado de livros e pelo conhecimento matemático, confiando inteiramente no instinto e no sentido prático americano de seu inventor.

### Hábitos do sono
Tesla afirmava que nunca dormia mais de duas horas por noite. No entanto, ele admitiu "cochilar" de tempos em tempos "para recarregar suas baterias". Durante seu segundo ano de estudo em Graz, Tesla desenvolveu uma proficiência apaixonada por bilhar, xadrez e baralho, às vezes passando mais de 48 horas seguidas em uma mesa de jogo. Em uma ocasião em seu laboratório, Tesla trabalhou por um período de 84 horas sem descanso. Kenneth Swezey, jornalista com quem Tesla fez amizade, confirmou que ele raramente dormia. Swezey lembrou-se de uma manhã em que Tesla ligou para ele às 3 da manhã: "Eu estava dormindo no meu quarto como se estivesse morto. ... De repente, o toque do telefone me despertou ... [Tesla] falou animadamente, com pausas, [como ele] ... resolveu um problema, comparando uma teoria com outra, comentando; e quando sentiu que havia chegado à solução, de repente desligou o telefone."

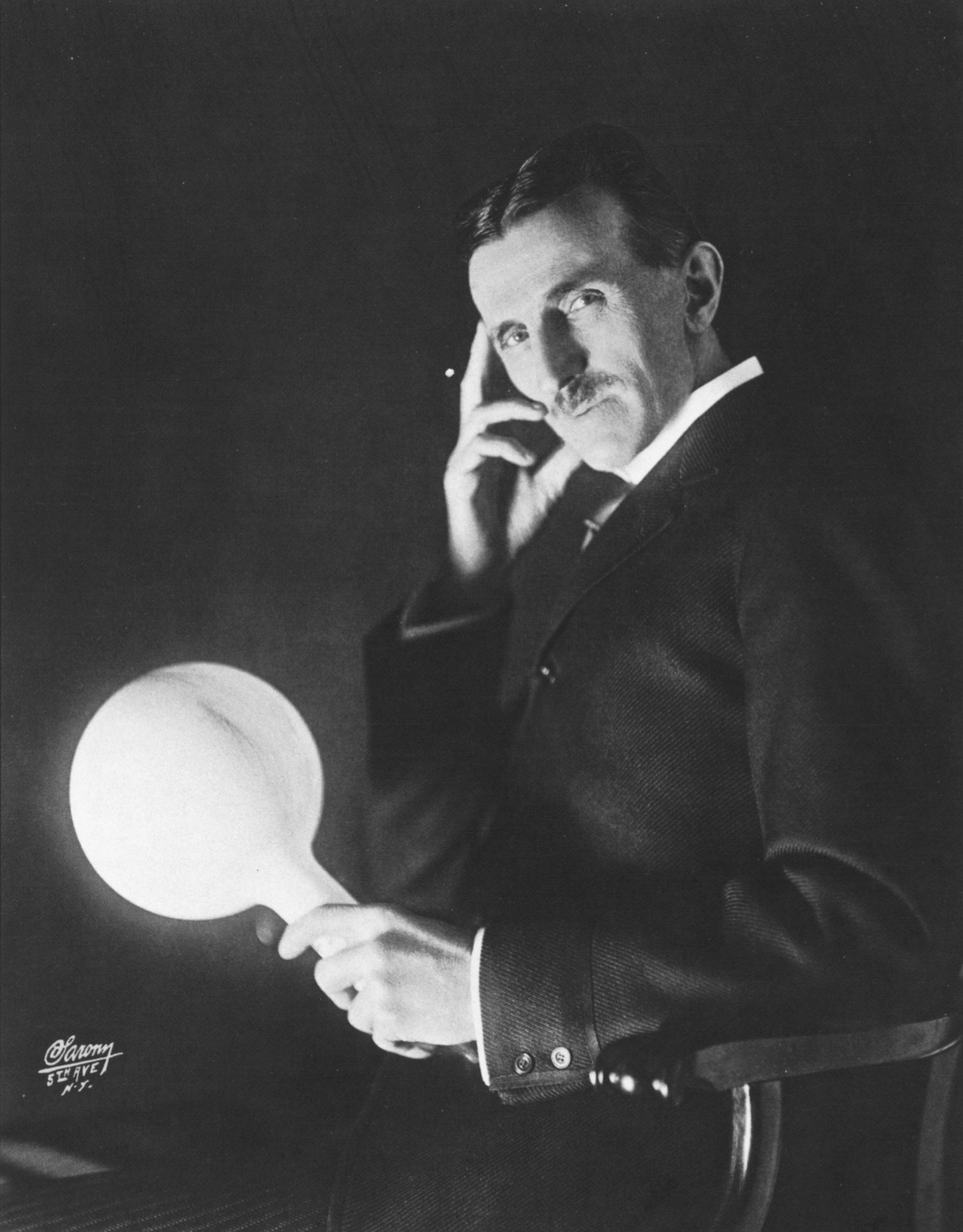
Tesla segurando uma lâmpada a alguns metros do gerador enquanto ela continua brilhando, 1898

### Hábitos de trabalho
Tesla trabalhava todos os dias a partir das 9h até as 18h ou mais tarde, sendo que jantava exatamente às 20h10 no restaurante Delmonico's e depois no hotel Waldorf-Astoria. Tesla então telefonava para o garçom, que também poderia ser o único a servi-lo. "A refeição era obrigada a estar pronta às oito horas ... Jantava sozinho, exceto nas raras ocasiões em que daria um jantar a um grupo para cumprir suas obrigações sociais. Tesla, em seguida, retomava seu trabalho, muitas vezes até às 3h."
Para se exercitar, Tesla andava entre 13km e 16km por dia. Ele torcia os dedos dos pés cem vezes por pé todas as noites, dizendo que isso estimulava as células do cérebro.
Em uma entrevista ao editor de jornal Arthur Brisbane, Tesla disse que não acreditava em telepatia, afirmando: "Suponha que eu decidi matar você", disse ele, "em um segundo você saberia. Agora, isso não é maravilhoso? Por qual processo a mente consegue tudo isso?" Na mesma entrevista, Tesla disse que acreditava que todas as leis fundamentais poderiam ser reduzidas a uma.
Tesla se tornou vegetariano nos últimos anos de vida, vivendo apenas de leite, pão, mel e sucos vegetais.

## Pontos de vista e crenças

### Física experimental e teórica
Tesla discordava da teoria dos átomos serem compostos por partículas subatômicas menores, afirmando que não havia tal coisa como um elétron criando uma carga elétrica. Ele acreditava que, se os elétrons existissem, eles eram um quarto estado da matéria ou "subátomo" que só poderia existir em um vácuo experimental e que não tinham nada a ver com eletricidade. Tesla acreditava que os átomos são imutáveis - eles não podiam mudar de estado ou ser divididos de qualquer maneira. Ele acreditava no conceito do século XIX de um éter generalizado que transmitia energia elétrica.
Tesla era geralmente antagônico em relação às teorias sobre a conversão de matéria em energia. Ele também criticou a teoria da relatividade de Einstein, dizendo:
Afirmo que o espaço não pode ser curvado, pela simples razão de que ele não pode ter propriedades. Pode-se dizer que Deus tem propriedades. Ele não tem, mas apenas atributos e estes são de nossa própria autoria. Das propriedades, só podemos falar quando lidamos com a matéria que preenche o espaço. Dizer que na presença de corpos grandes o espaço se curva é equivalente a afirmar que algo pode agir sobre nada. Eu, por exemplo, me recuso a assinar tal opinião
Tesla afirmou ter desenvolvido seu próprio princípio físico em relação à matéria e energia em que começou a trabalhar em 1892, e em 1937, aos 81 anos, afirmou em uma carta que completou uma "teoria dinâmica da gravidade" que "pôria fim a especulações ociosas e falsas concepções, como a do espaço curvo". Ele afirmava que a teoria foi "elaborada com todos os detalhes" e que esperava divulgá-la ao mundo em breve. A elucidação adicional de sua teoria nunca foi encontrada em seus escritos.

### Sociedade

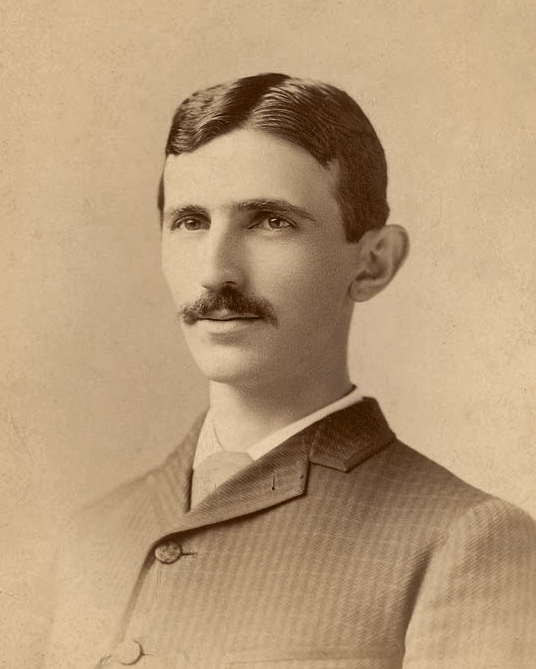
Tesla por volta de 1885

Tesla é amplamente considerado por seus biógrafos como humanista na perspectiva filosófica, além de seus dons como cientista tecnológico. Isto não impediu que Tesla, como muitos de sua época, se tornasse um proponente de uma versão de criação seletiva imposta da eugenia. Tesla expressou a crença de que a "piedade" humana havia interferido no "funcionamento cruel da natureza" natural. Embora sua argumentação não dependesse do conceito de "raça dominante" ou da superioridade inerente de uma pessoa a outra, ele defendia a eugenia. Em uma entrevista de 1937, ele declarou:
... o novo sentimento de piedade do homem começou a interferir no funcionamento implacável da natureza. O único método compatível com nossas noções de civilização e raça é impedir a criação de inaptos pela esterilização e a orientação deliberada do instinto de acasalamento ... A tendência da opinião entre os eugenistas é que devemos tornar o casamento mais difícil. Certamente, ninguém que não seja um pai desejável deve ter permissão para produzir descendência. Daqui a um século, não ocorrerá mais a uma pessoa normal acasalar-se com uma pessoa eugenicamente imprópria do que casar com um criminoso habitual.
Em 1926, Tesla comentou os males da subserviência social das mulheres e da luta das mulheres pela igualdade de gênero e indicou que o futuro da humanidade seria governado por "abelhas rainhas". Ele acreditava que as mulheres se tornariam o sexo dominante no futuro.
Tesla fez previsões sobre questões relevantes de um ambiente pós-Primeira Guerra Mundial em um artigo impresso, "Ciência e Descoberta são as Grandes Forças que levarão à Consumação da Guerra" (20 de dezembro de 1914). Tesla acreditava que a Liga das Nações não era um remédio para as questões.

### Sérvia
Em 1 de maio de 1894, Nikola Tesla sobre o seu pais natal, a Sérvia, comentou: 
Dificilmente existe uma nação que experimentou um destino mais difícil e sofredora do que a Sérvia. Do auge de seu maior esplendor, quando o império abrangia quase toda a parte norte da Península Balcânica, bem como a grande área que hoje pertence à Áustria, o povo sérvio caiu na ocupação trágica após a batalha fatídica em Kosovo em 1389 , lutando contra horda asiáticas superior. A Europa nunca poderá pagar a grande dívida que tem para com os sérvios, porque eles, sacrificando a sua própria liberdade, impediram aquela penetração bárbara. Antes de Viena, os poloneses, liderados por Sobieski, terminaram o que os sérvios haviam começado e, por sua contribuição para a civilização, foram recompensados da mesma forma que os sérvios. Tudo aconteceu no campo de Kosovo quando Milos Obilic, o mais famoso dos heróis sérvios, morreu, matando o Sultão Murat I depois de encontrá-lo no centro de seu grande exército. Não fosse o fato histórico, muitos estariam inclinados a classificar esse episódio como um mito que se desenvolveu em contato com fontes gregas e romanas. Em Miloš, também vemos Múcio e Leônidas, e ainda mais, porque ele não morre uma morte fácil no campo de batalha como um grego, mas paga por seu feito heróico com terrível tortura e morte. Não deveria ser surpresa, portanto, que as pessoas, que são capazes de produzir tais heróis, tenham uma poesia em que o espírito de nobreza e cavalaria prevalece. Mesmo o invencível Marko Kraljevic, mais tarde epítome sérvio do heroísmo, quando vence Musa, um chefe muçulmano, grita: "Ai de mim, pelo amor de Deus, Sra. Pereça mais de você!

### Religião
Tesla foi criado como cristão ortodoxo sérvio. Mais tarde na vida, ele não se considerava um "crente no sentido ortodoxo", disse que se opunha ao fanatismo religioso e disse que "o budismo e o cristianismo são as maiores religiões, tanto em número de discípulos quanto em importância". Ele também disse: "Para mim, o universo é simplesmente uma grande máquina que nunca surgiu e nunca terminará" e "o que chamamos de 'alma' ou 'espírito' 'nada mais é do que a soma das funções do corpo. Quando esse funcionamento cessa, a 'alma' ou o 'espírito' cessa da mesma forma".

## Legado

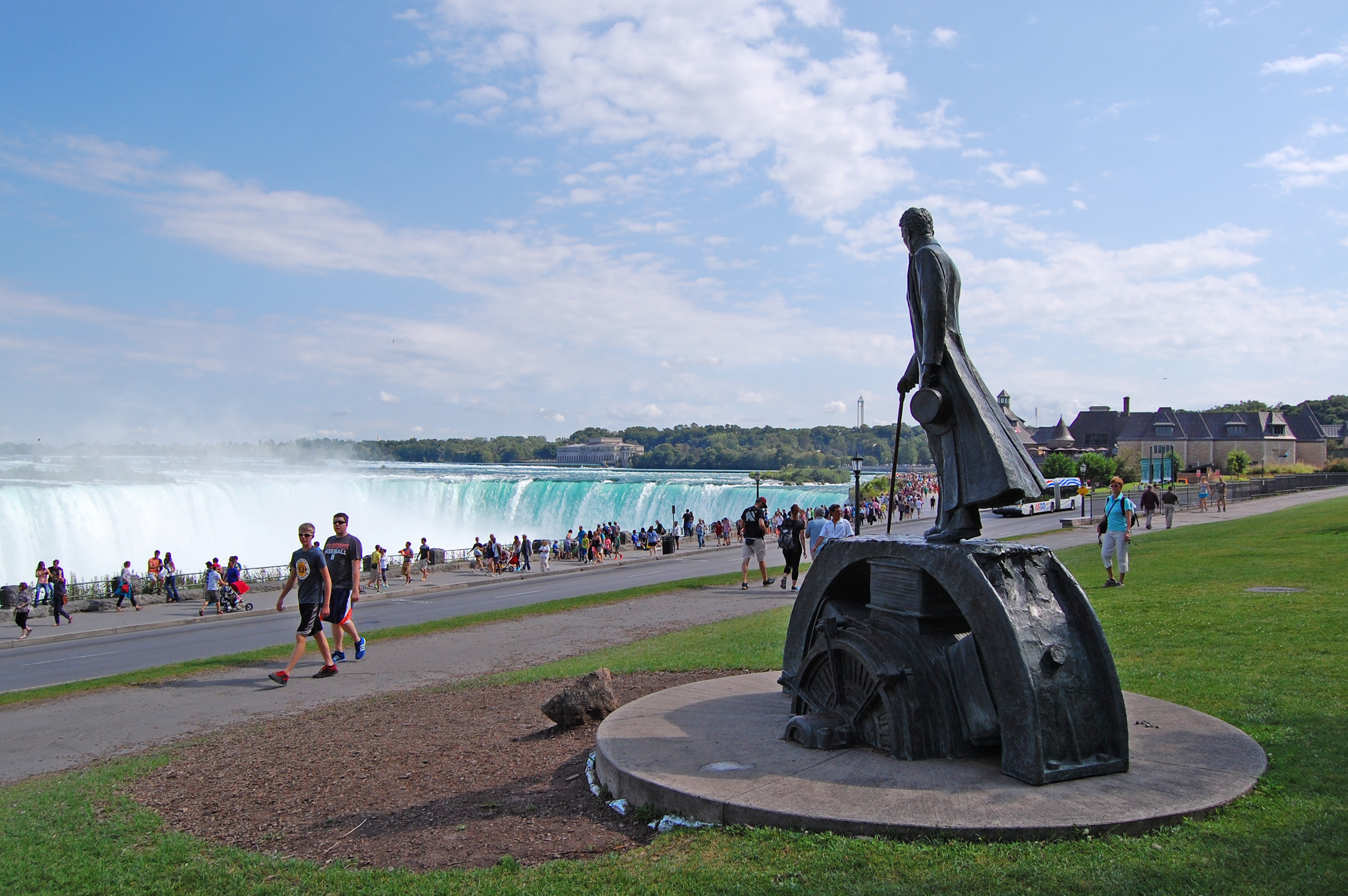
Estátua de Tesla em Niagara Falls, no Canadá

A maioria dos familiares de Nikola Tesla foram mortos pelo exercito nazista croata pelo fato dos familiares de Tesla serem Cristãos Ortodoxos e Sérvios, com motivação de genocídio.
O legado de Tesla perdurou em livros, filmes, rádio, televisão, música, teatro, quadrinhos e videogames. O impacto das tecnologias inventadas ou imaginadas por Tesla é um tema recorrente em vários tipos de ficção científica. Vários lugares, objetos e empresas receberam o nome de Tesla como uma homenagem, como a bobina de Tesla, o oscilador de Tesla, a torre de Tesla, a turbina de Tesla, a unidade Tesla, a empresa Tesla, Inc. e o Aeroporto Internacional de Belgrado. Uma cratera na Lua e o asteroide 2244 Tesla também recebem o nome do inventor.
O cientista também celebrado através de datas comemorativas oficiais ao redor do mundo, como na Sérvia Canadá Niagara Falls, Nova Iorque, e Palo Alto, nos Estados Unidos, e Niagara Falls e Hamilton, no Canadá; e Baku, no Azerbaijão.